# Russische Marine
Die Marine der Russischen Föderation (russisch Военно-морской флот Российской Федерации – ВМФ России; Transkription Wojenno-morskoi flot Rossijskoi Federazii – WMF Rossii; in der offiziellen Bezeichnung fehlen die Wörter Rossijskoi Federazii) ist eine der drei Teilstreitkräfte der seit 1992 bestehenden russischen Streitkräfte. Die internationale Bezeichnung für ein Schiff der russischen Marine lautet RFS (Russian Federation Ship, Schiff der Russischen Föderation).
Die russische Marine entstand, als am Ende des Kalten Krieges nach dem Zerfall der Sowjetunion im Dezember 1991 die Sowjetische Marine in die russische und in die ukrainische Marine geteilt wurde. Die russische Marine besteht im Wesentlichen aus Teilen der früheren sowjetischen Seestreitkräfte.

## Geschichte

### Ursprung bis 1917
Die ersten slawischen Flotten bestanden aus kleinen Segelschiffen und Ruderbooten, die seetüchtig und fähig waren, in Flussbetten zu navigieren. Vom 9. bis ins 12. Jahrhundert gab es Flotten des Kiewer Rus, die aus hunderten Schiffen mit einem, zwei oder drei Masten bestanden. Mithilfe dieser Fluss- und Seeflotten zugleich unternahmen die Rus über den Dnepr Feldzüge nach Konstantinopel und über die Wolga in den Kaspischen Raum. Die Bürger von Nowgorod waren bekannt dafür, dass sie Feldzüge in der Ostsee führten (z. B. die Belagerung von Sigtuna 1187) Ladja (russisch: ладья, „Meereschiff“) war ein typisches Boot der Armee von Nowgorod (Länge: 30 m, Breite: 5–6 m, 2 oder 3 Masten, bewaffnet mit Rammböcken und Katapulten, Besatzung: 50–60 Mann). Es gab auch kleinere Segel- und Ruderboote, z. B. die Uschkuis (ушкуи) zum Segeln in Flüssen, Seen und Schären, Kotschis (кочи) und Nosads (носады), die man zum Transport von Frachten nutzte. Im 16. und 17. Jahrhundert nutzten die Kosaken für ihre Feldzüge gegen Tataren und Turkvölker Segel- und Ruderboote. Die Saporoger Kosaken nannten diese Boote entweder Tschaika (чайка, „Möwe“) oder Tscheln (челн). Die Don-Kosaken nannten sie Strugs (струг). Diese Boote konnten bis zu 80 Mann transportieren.
Das Zarentum Russland kämpfte seit dem 16. Jahrhundert um einen Zugang zur Ostsee, zum Schwarzen Meer und zum Asowschen Meer. Bis Mitte des 17. Jahrhunderts hatten die Russen einige Erfahrungen bei der Nutzung von Flussschiffen zusammen mit Landstreitkräften. Von 1667 bis 1669 versuchten die Russen, auch Marineschiffe zu bauen, um die Handelswege entlang der Wolga zu verteidigen, die ins Kaspische Meer fließt. 1668 bauten sie die Orjol (Орёл, Adler), ein Schiff mit 22 Kanonen, eine Yacht und einige Ruderboote. Die Aufstellung der regulären russischen Marine erfolgte erst unter Zar Peter I., der Russland modernisieren und auf den technischen Stand Westeuropas bringen wollte. Die junge russische Marine bestand in der Seeschlacht von Hanko im Juli 1714 eine wichtige Bewährungsprobe gegen die schwedische Marine.
In der zweiten Hälfte des 18. Jahrhunderts und im frühen 19. Jahrhundert hatte die Kaiserlich Russische Marine die nach Großbritannien und Frankreich drittgrößte Flotte der Welt. Nach dem Krimkrieg begann Russland mit der Konstruktion dampfgetriebener Panzerschiffe, Monitore und seegestützter Batterien. Im Russisch-Japanischen Krieg 1904 bis 1905 wurden große Teile der Pazifikflotte (Seeschlacht im Gelben Meer) und auch der zu Hilfe eilenden Baltischen Flotte (Seeschlacht bei Tsushima) vernichtet. Die russische Marine als vormals weltweit drittgrößte Flotte fiel auf den sechsten Platz zurück, und der Schwerpunkt der russischen Flottenaktivitäten verlagerte sich vom Fernen Osten zurück in die Ostsee. Die Baltische Flotte trat jedoch im Ersten Weltkrieg entgegen den Vorstellungen ihres ersten Befehlshabers Admiral Nikolai von Essen nie zur Offensive an, sondern wurde von unterlegenen deutschen Kräften unter Prinz Heinrich von Preußen bis zum Kriegsende weitgehend blockiert und blieb weitgehend untätig.
An der Oktoberrevolution 1917 waren Matrosen insbesondere der Baltischen Flotte maßgeblich beteiligt. Den Startschuss feuerte am 25. Oktober der Kreuzer Aurora, der noch heute als Museumsschiff in Sankt Petersburg liegt. Die Sowjetische Marine bildete sich aus den Einheiten der Kaiserlich Russischen Marine.
Das für alle russischen und die sowjetische Marine traditionelle blau-weiß quer-gestreifte baumwollene Unterhemd der Matrosen heißt Telnjaschka.

### Russische Marine ab 1991
Nach dem Zerfall der Sowjetunion wurden die Einheiten und Schiffe der sowjetischen Marine unter den Nachfolgestaaten aufgeteilt (siehe Liste von Schiffen der sowjetischen Marine).
Durch Kürzungen im Wehretat infolge des Umbruchs geriet die neue russische Marine in eine schwere Finanzkrise, unter der die gesamte Einsatzbereitschaft litt. Zwar wurden noch bis 1997 U-Boote und vereinzelt Überwasserschiffe in Dienst gestellt, doch der Sold für die Besatzungen blieb häufig aus. Schiffe gingen teils zur Instandsetzung ins Dock und blieben dort. Ab 1992 unterstützen die USA personell wie auch finanziell Russland beim Abwracken von ehemals sowjetischen Atom-U-Booten: einem U-Boot des Projekts 667A und sechs des Projekts 667B.
Nach der Vereidigung von Wladimir Putin als Präsident und dem Unglück der Kursk im Jahr 2000 wurden erhebliche Summen in Krisentraining und Modernisierung investiert. Die Zahl der einsatzfähigen Einheiten ging währenddessen weiter zurück.
Seit 2006 verfolgt Russland einen Ausbau vor allem seiner strategischen und technischen Fähigkeiten. Bis 2026 soll die zweitgrößte Flugzeugträgerflotte der Welt mit sechs Flugzeugträgerkampfgruppen entstehen. Zudem befanden sich ab 2007 zunehmend Detachments auf offener See im Atlantik, Pazifik und im Mittelmeer; weiterhin werden zunehmend Seemanöver abgehalten.
2008 operierte die russische Marine mehrmals in den Weltmeeren. So nahm sie in der Karibik an einer gemeinsamen Übung mit der venezolanischen Marine teil und passierte erstmals seit 1944 wieder den Panamakanal. Weitere Flottenbesuche fanden in Nicaragua und Kuba statt. Die bereits stark reduzierte Marinebasis Cam Ranh Bay in Vietnam wurde 2002 aufgegeben. Als letzter russischer Seestützpunkt im Ausland besteht in Syrien die Marinebasis Tartus.
Am 19. August 2016 wurden im Rahmen des Militäreinsatzes in Syrien von den Korvetten Seljony Dol und Serpuchow im östlichen Mittelmeer Kalibr-Marschflugkörper auf Kommandoposten, Munitionsdepots und Waffenfabriken der Al-Nusra-Front bei Dar Taaza abgefeuert.
Russland plant den Bau eines weiteren Marinestützpunktes im Nordosten Afrikas am Roten Meer am nördlichen Stadtrand von Bur Sudan im Sudan, die Marinebasis Bur Sudan.

### Neue Bauprogramme und Reaktivierungen
Die Stereguschtschi-Klasse, die neuen strategischen U-Boote der Borei-Klasse, die konventionellen U-Boote der Lada-Klasse und die Mehrzweckkampfschiffe der Admiral-Gorschkow-Klasse sowie die Stealth-Kanonenboote der Bujan-Klasse sind die wichtigsten Programme des russischen Militärschiffbaus und bedeuten einen deutlichen Technologiesprung. Auch sollen stillgelegte Einheiten der Flotte zukünftig modernisiert und wieder in den aktiven Dienst zurückgeholt werden. Im September 2009 meldete die russische Presse, dass geplant sei, die Admiral Lasarew und die Admiral Nachimow wieder in Dienst zu stellen. Im September 2011 wurden weitere Details der geplanten Modernisierung bekannt. Demnach sollten alle vier Kreuzer überholt und auch die drei eingemotteten Einheiten wieder in Dienst gestellt werden. Im Zuge der Überholung solle eine deutliche Kampfwertsteigerung erfolgen, die neben dem Austausch der Bordelektronik und der Waffenleitsysteme auch eine Neuarmierung mit modernen Lenk- und Abwehrwaffen umfassen sollte. Als erste Einheit sollte die Admiral Nachimow bereits 2015 wieder in Dienst gestellt werden. Insgesamt sollen 44 U-Boote, 36 Fregatten, 28 Korvetten, 18 Kreuzer, 24 Zerstörer und 7 Flugzeugträger bis 2020 in Dienst gestellt werden. Bis 2017[veraltet] soll auch das aufgelegte K-239 „Karp“ der Sierra-I-Klasse modernisiert und wieder in aktiven Dienst gestellt werden.
Die Realität hinkt diesen Plänen aber deutlich hinterher. So wurden seit 2018 lediglich zwei größere Überwassereinheiten, zwei Fregatten der Admiral-Gorschkow-Klasse, in den Dienst gestellt. Diese sind deutlich kleiner als die noch im Dienst befindlichen Kreuzer und Zerstörer der sowjetischen Zeit. Die Einsatzfähigkeit von Überwassereinheiten auf hoher See dürfte damit inzwischen sehr beschränkt sein und als realistisches Einsatzgebiet vor allem küstennahe Gewässer verbleiben.
Umgesetzt wurde die Modernisierung und Vergrößerung vor allem in der U-Boot-Flotte. So befanden sich mit Stand 2021 fünf mit Interkontinentalraketen bewaffnete Boote des Projekts 955 im Dienst. Bis Mitte der 2030er-Jahre soll diese Klasse alle älteren SSBN ersetzen. Zur wichtigsten U-Boot-Werft hat sich die Sewmasch-Werft entwickelt, wo alle nuklearbetriebenen und viele konventionelle Einheiten hergestellt werden. 2017 verzeichnete die NATO die höchste Patrouillentätigkeit russischer U-Boote seit dem Ende des Kalten Krieges.
Das wichtigste Ausstattungsprogramm der zurückliegenden Jahre betraf die Ausrüstung verschiedener Über- und Unterwassereinheiten mit zum Teil kernwaffenfähigen Marschflugkörpern vom Typ Kalibr, was diese Plattformen mit weitreichenden Wirkmöglichkeiten gegen Landziele ausstattete. Als Nachfolger ist offenbar das in der Erprobung befindliche System SS-N-33 Zirkon vorgesehen.

## Auftrag
Die russische Marine hat folgende Aufgabenstellungen:
- Die Abschreckung vom Einsatz militärischer Gewalt oder der Androhung militärischer Gewalt gegen die Russische Föderation.
- Militärischer Schutz der territorialen Integrität der Russischen Föderation über die Landmasse und territoriale Gewässer hinaus bis in internationale Gewässer.
- Militärischer Schutz der Freiheit der Meere.
- Aufbau und Sicherstellung des Schutzes wirtschaftlicher Aktivitäten der Russischen Föderation auf den Ozeanen.
- Sicherstellung der Präsenz der Marine der Russischen Föderation auf den Meeren.
- Teilnahme an militärischen, friedenssichernden und humanitären Einsätzen, die den Interessen der Russischen Föderation entsprechen und von der Weltgemeinschaft ausgeführt werden.

## Organisation
Das Hauptquartier der Marine befindet sich seit 2012 wieder im historischen Admiralitätsgebäude „Admiralteistwo“ in Sankt Petersburg, wo sich bis zum Umzug 1925 nach Moskau schon das Hauptquartier der Vorgängermarinen befunden hatte.
Operativ sind der russischen Marine die Verwaltungen für Navigation und Meereskunde (ehem. Hauptverwaltung für Navigation und Meereskunde) sowie für Tiefseeforschung (ehem. Hauptverwaltung Tiefseeforschung) des Verteidigungsministeriums der Russischen Föderation unterstellt.

### Oberbefehlshaber
Oberbefehlshaber der russischen Marine seit 1992:
| Nr. | Name, Rangbezeichnung                                                   | Bild | Amtsbeginn     | Amtsende  |
| --- | ----------------------------------------------------------------------- | ---- | -------------- | --------- |
| 1   | Felix Nikolajewitsch Gromow Flottenadmiral Admiral bis 1996             |      | Aug. 1992      | Nov. 1997 |
| 2   | Wladimir Iwanowitsch Kurojedow Flottenadmiral Admiral bis 2000          |      | Nov. 1997      | Sep. 2005 |
| 3   | Wladimir Wassiljewitsch Massorin Flottenadmiral (OF-9) Admiral bis 2006 |      | Sep. 2005      | Sep. 2007 |
| 4   | Wladimir Sergejewitsch Wyssozki Admiral (OF-8)                          |      | Sep. 2007      | Mai 2012  |
| 5   | Wiktor Wiktorowitsch Tschirkow Admiral (OF-8) Vizeadmiral bis 2012      |      | Mai 2012       | Feb. 2016 |
| 6   | Wladimir Iwanowitsch Koroljow Admiral (OF-8)                            |      | Feb. 2016      | Mai 2019  |
| 7   | Nikolai Anatoljewitsch Jewmenow Admiral (OF-8)                          |      | Mai 2019       | März 2024 |
| 8   | Alexander Alexejewitsch Moissejew Admiral (OF-8)                        |      | seit März 2024 |           |

### Chef des Hauptstabes
Chefs des Hauptstabes der Russischen Marine seit 1992:
| Nr. | Name                                                 | Bild | Amtsbeginn     | Amtsende  |
| --- | ---------------------------------------------------- | ---- | -------------- | --------- |
| 1   | Walentin Jegorowitsch Seliwanow Admiral (OF-8)       |      | Sep. 1992      | Feb. 1996 |
| 2   | Igor Nikolajewitsch Chmelnow Admiral (OF-8)          |      | Feb. 1996      | Apr. 1997 |
| 3   | Wladimir Iwanowitsch Kurojedow Admiral (OF-8)        |      | Apr. 1997      | Nov. 1997 |
| 4   | Wiktor Andrejewitsch Krawtschenko Admiral (OF-8)     |      | Juli 1998      | Feb. 2005 |
| 5   | Wladimir Wassiljewitsch Massorin Admiral (OF-8)      |      | Feb. 2005      | Sep. 2005 |
| 6   | Michail Leopoldowitsch Abramow Admiral (OF-8)        |      | Sep. 2005      | Juli 2009 |
| 7   | Alexander Arkadjewitsch Tatarinow Admiral (OF-8)     |      | Juli 2009      | Dez. 2015 |
| 8   | Andrei Olgertowitsch Woloschinski Vizeadmiral (OF-8) |      | Dez. 2015      | Dez. 2019 |
| 9   | Alexander Wiktorowitsch Witko Admiral (OF-8)         |      | Dez. 2019      | Okt. 2021 |
| 10  | Alexander Michailowitsch Nossatow Admiral (OF-8)     |      | seit Okt. 2021 |           |

### Struktur
Gegliedert ist die russische Marine in:
- Nordflotte
- Pazifikflotte
- Schwarzmeerflotte
- Baltische Flotte
- Kaspische Flottille
- Marineflieger
- Marineinfanterie
- Küstenartillerie

## Ausrüstung
Aufgelistet sind alle derzeit aktiven und zukünftigen Einheiten.

### U-Boote
Die russische Marine betrieb 2022 insgesamt 67 U-Boote, davon 14 strategische und 29 Angriffsboote mit Nuklearantrieb. Nach Aussagen von NATO-Generalsekretär Jens Stoltenberg hat Russland „massiv in seine Marine investiert, insbesondere in U-Boote“. Seit 2014 seien 13 weitere U-Boote dazu gekommen.

#### Atom-U-Boote mit ballistischen Raketen
Boote dieser Kategorie werden bei der NATO als Ship Submersible Ballistic Nuclear (SSBN) bezeichnet.
Seit 2001 wurde der Bau neuer SSBN mit dem Projekt 955 Borei-Klasse wieder aufgenommen. Seither wurden bis zum 30. Dezember 2012 drei Einheiten des Projekts 955 vom Stapel gelassen. Am 29. Dezember 2012 wurde mit K-535 „Juri Dolgoruki“ das erste SSBN der 4. Generation der russischen Seestreitkräfte in Dienst gestellt. Da die letzte Taufe eines SSBN noch zu Zeiten der Sowjetunion erfolgte, ist die Jurij Dolgoruki das erste russische SSBN. Insgesamt wollte die russische Marine bis 2015 acht Boote des Projekts 955 beschaffen. Sieben sollten unter dem derzeitigen (Finanz-)Plan bis 2015 gebaut werden, das achte Boot im Rahmen eines Folgeprogramms. Die neuen SSBN sollen in den kommenden Jahrzehnten das Rückgrat der seegestützten nuklearen Abschreckung Russlands bilden und in dieser Rolle die älteren Boote der Projekte 667BDR / 667BDRM ersetzen.
Dass das neue SSBN schließlich doch gebaut wurde, scheint vor allem auch dem Improvisationstalent der Werft zu verdanken zu sein, deren Direktor vorschlug, vorhandene Produktionsvorräte zu nutzen. Damit meinte er fertige Rumpfsektionen für bereits begonnene U-Boote anderer Klassen „vorhergehender Generationen“, deren Bau Sewmasch unter den Finanzproblemen ebenfalls eingestellt hatte. So soll die Juri Dolgoruki die komplette Bug- und Hecksektion des begonnenen, dann aber wegen Geldmangel nicht weiter gebauten U-Bootes K-337 Kugar vom Typ Projekt 971 (NATO-Code Akula II) erhalten haben. Bei Schwesterboot Alexander Newski sollen fertige Rumpfsegmente der Rijs, eines weiteren Projekt 971-Bootes verwendet worden sein. Daneben sollen sich auch Sektionen von U-Booten des Projekts 949 (Oscar II-Klasse) in den beiden ersten Booten der Borei-Klasse finden. Rumpfsegmente sollen überdies auch von der U-Bootwerft Komsomolsk, die ebenfalls Projekt 971-Boote baut, nach Sewerodwinsk verschifft worden sein.
Die Verwendung typfremder Rumpfsegmente hat vermutlich Veränderungen am ursprünglichen Design notwendig gemacht. Einem Medienbericht zufolge soll es sich bei der im Jahr 2012 getauften Juri Dolgoruki gar nicht mehr um das ursprünglich 1996 begonnene U-Boot handeln. Dieses sei komplett abgerüstet worden. Offenbar stellte aber die ungewöhnliche Maßnahme die Fertigstellung des Typbootes der prestigeträchtigen neuen Klasse sicher. Zugleich zeigte sich, dass die Verwendung typfremder Module zu einer gewissen Standardisierung führte, die letztlich auch eine deutliche Senkung der Baukosten zur Folge hatte – ein für die eventuelle Fortsetzung des Borei-Programmes wesentlicher Faktor.
Das letzte Boot des Projekts „941“ (NATO-Code: „Typhoon-Klasse“), die „Dmitri Donskoj“ (TK-208), wurde im Frühjahr 2023 außer Dienst gestellt. Die „Archangelsk“ (TK-17) und „Sewerstal“ (TK-20) sollten zwischen 2018 und 2020 verschrottet werden.

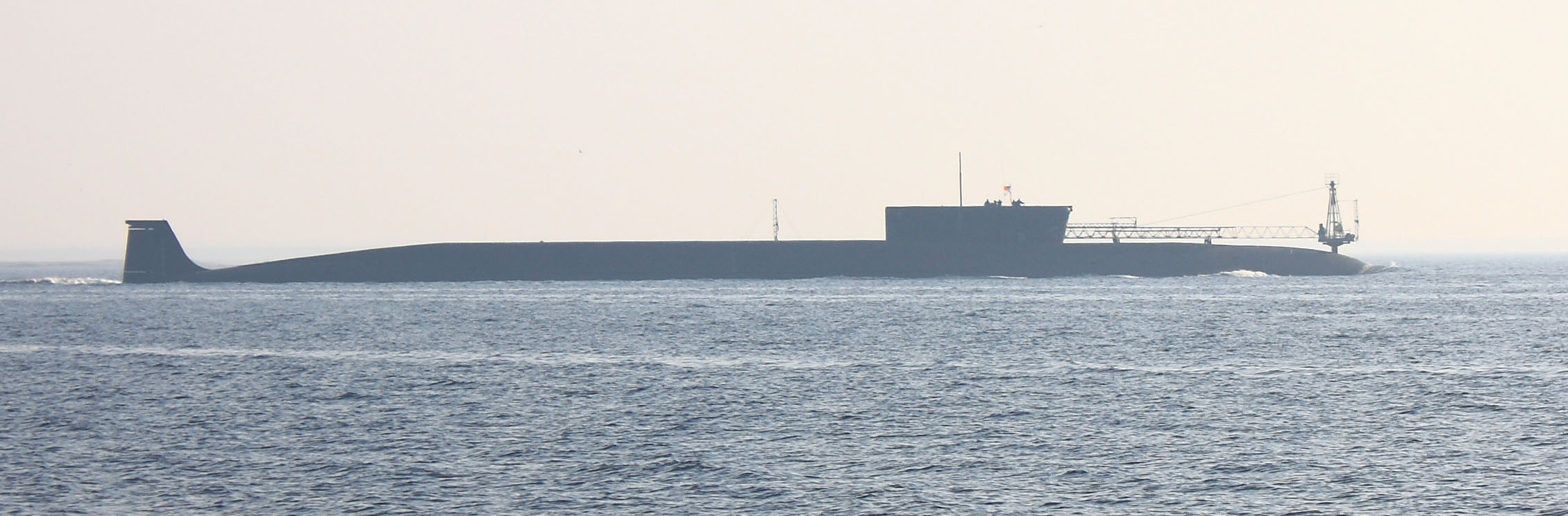
Borei-Klasse

- Projekt 955 Borei (NATO-Code: Borei-Klasse)
  - Juri Dolgoruki (Stapellauf 2007,[21] Indienststellung Nordflotte am 29. Dezember 2012)
  - Alexander Newski (Kiellegung am 19. März 2004, Indienststellung 2013)
  - Wladimir Monomach (Kiellegung am 19. März 2006, Indienststellung 2014)
  - Knjas Wladimir (Kiellegung am 30. Juli 2012, Projekt 955A, Indienststellung 2020)
  - Knjas Oleg (Kiellegung am 27. Juli 2014, Projekt 955A, Indienststellung 21. Dezember 2021)[22]
  - Generalissimus Suworow (Kiellegung am 26. Dezember 2014, Projekt 955A, Indienststellung 29. Dezember 2022)[23][24]
  - Imperator Alexander III. (Kiellegung am 18. Dezember 2015, Projekt 955A, Indienststellung Anfang November 2023)[25][26]
  - Knjas Poscharski (Kiellegung am 23. Dezember 2016, Projekt 955A, geplante Indienststellung 2023)
  - Dmitri Donskoi (Kiellegung 2021)[27]
  - Knjas Potemkin (Kiellegung 2021)[27]
- Projekt 667BDRM Delfin (NATO-Code: Delta-IV-Klasse)
  - K-51 Werchoturje (Nordflotte, Februar 2013 instand gesetzt und modernisiert)
  - K-114 Tula (Nordflotte, Januar 2006 instand gesetzt und modernisiert)
  - K-117 Brjansk (Nordflotte, Februar 2008 instand gesetzt und modernisiert)
  - K-18 Karelija (Nordflotte, Januar 2010 instand gesetzt und modernisiert)
  - K-407 Nowomoskowsk (Nordflotte, Juli 2012 instand gesetzt und modernisiert)

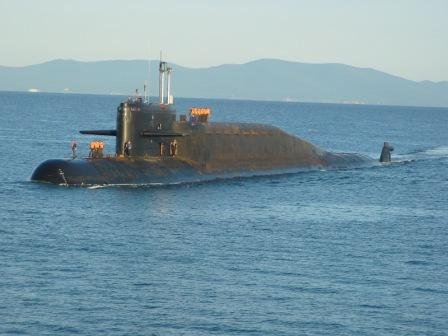
Projekt 667BDR

- Projekt 667BDR Kalmar (NATO-Code: Delta-III-Klasse)
  - K-44 Rjasan (Pazifikflotte, seit 2011 durchläuft Instandsetzung und Modernisierung)

#### Atom-U-Boote mit Lenkwaffen (SSGN)
Boote dieser Kategorie werden in der NATO als Ship Submersible Guided Missile Nuclear oder SSGN bezeichnet. Sie sind waffentechnisch die Antwort auf die Carrier Vessel Battle Groups der US Navy.
Den Bau des multifunktionalen Atom-U-Bootes Sewerodwinsk (Projekt 885 Jassen) zog sich lange hin. Das U-Boot sollte mit acht Startrampen für 24 schwer zu ortende Präzisions-Schiffabwehrflügelraketen P-800 Oniks ausgerüstet werden. Die Sewerodwinsk war bereits im Januar 1993 bei Sewmasch auf Kiel gelegt worden und sollte ursprünglich 2000 vom Stapel laufen. Im Rüstungshaushalt 2006 waren für dieses U-Boot fast keine Mittel eingeplant. Das Verteidigungsministerium wollte ursprünglich noch sechs ähnliche U-Boote in Auftrag geben, auf die ein beachtlicher Anteil der konventionellen Abschreckung entfallen sollte: Die U-Boote sind hauptsächlich für die Vernichtung von Flugzeugträgern bestimmt. Die Sewerodwinsk ist seit dem 17. Juni 2014 im aktiven Dienst der Nordflotte.
Bei Sewmasch in Sewerodwinsk wurde am 24. Juli 2009 mit dem Bau des zweiten nukleargetriebenen Angriffs-U-Bootes des Projektes 885 begonnen. Die Kasan unterscheidet sich in ihrer Ausstattung mit elektronischen Geräten und Systemen deutlich vom Typboot Sewerodwinsk.

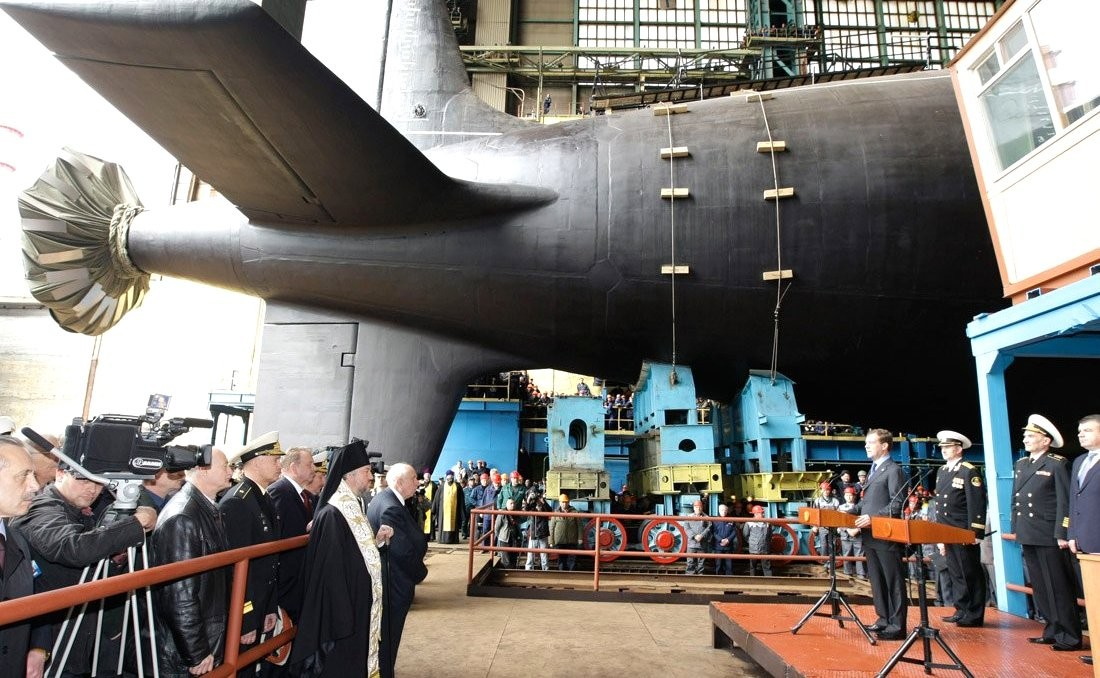
K329 Sewerodwinsk beim Stapellauf am 15. Juni 2010

- Projekt 885 Jasen (NATO-Code: Granay-Klasse)
  - K-560 Sewerodwinsk (Kiellegung am 21. Dezember 1993, Indienststellung am 30. Dezember 2013)
  - K-561 Kasan (Kiellegung am 24. Juli 2009, Projekt 885M, Indienststellung am 7. Mai 2021)
  - K-573 Nowosibirsk (Kiellegung am 26. Juli 2013, Projekt 885M, Indienststellung am 21. Dezember 2021)
  - K-571 Krasnojarsk (Kiellegung am 27. Juli 2014, Projekt 885M, Indienststellung am 11. Dezember 2023)[29][30]
  - K-564 Archangelsk (Kiellegung am 19. März 2015, Projekt 885M, geplante Indienststellung 2024)[31]
  - K-? Perm (Kiellegung am 29. Juli 2016, Projekt 885M, geplante Indienststellung 2024)[31]
  - K-? Uljanowsk (Kiellegung am 28. Juli 2017, Projekt 885M)
  - K-? Woronesch (Kiellegung am 20. Juli 2020, Projekt 885M, geplante Indienststellung 2027)[31]
  - K-? Wladiwostok (Kiellegung am 20. Juli 2020, Projekt 885M, geplante Indienststellung 2028)[31]

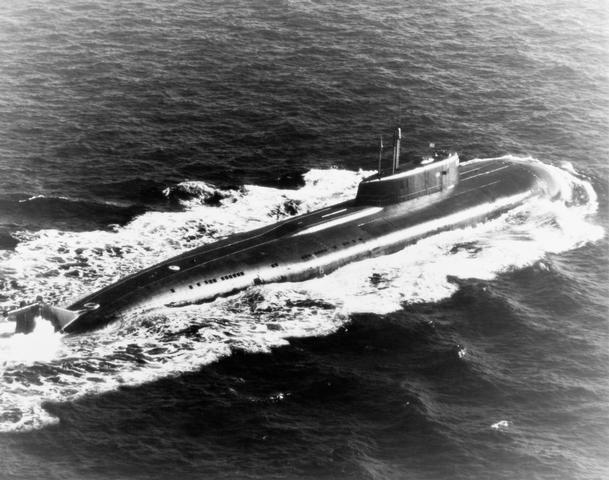
Oscar-II-Klasse

- Projekt 949A Antey (NATO-Code: Oscar-II-Klasse)
  - K-132 Irkutsk (Pazifikflotte, Instandsetzung seit 2001, geplante Wiederindienststellung 2023)[32]
  - K-119 Woronesch (Nordflotte, März 2012 instand gesetzt und modernisiert, seit 2020 in Reserve)
  - K-410 Smolensk (Nordflotte, Instandsetzung 2013)
  - K-442 Tscheljabinsk (Pazifikflotte, wird gerade modernisiert)[33]
  - K-456 Twer (Pazifikflotte, Februar 2004 instand gesetzt, 2011 umbenannt in Twer)
  - K-266 Orjol (Nordflotte, Instandsetzung und Modernisierung 2013 bis 2017)[34]
  - K-186 Omsk (Pazifikflotte)
  - K-150 Tomsk (Pazifikflotte)
  - K-139 Belgorod (wird seit Dezember 2012 als Spezial-Projekt 09852 umgebaut, geplante Wiederindienststellung 2022)[35]

#### Atom-Jagd-U-Boote (SSN)
Boote dieser Kategorie werden in der NATO als Ship Submersible Nuclear (SSN) bezeichnet.
Mit K-317 Pantera, welche 2007 ihre Instandsetzung und Modernisierung abschloss, hat die Nordflotte das erste Modernisierte U-Boot des Projekts 971 im Dienst. Auch B-534 Nischnij Nowgorod des Projektes 945A (Sierra II-Klasse) kehrte am 29. April 2008 nach vierjähriger Instandsetzung zur Nordflotte zurück.
Weiterhin werden drei Boote des Projekt 671 (Victor III) im Dienst gehalten. Diese sind als einzige SSN der Marine zu Flachwasseroperationen in der Lage. Alle anderen U-Boote dürfen sich wegen ihres empfindlichen Reaktorkühlsystems nicht weniger als 25 Meter dem Meeresboden nähern.

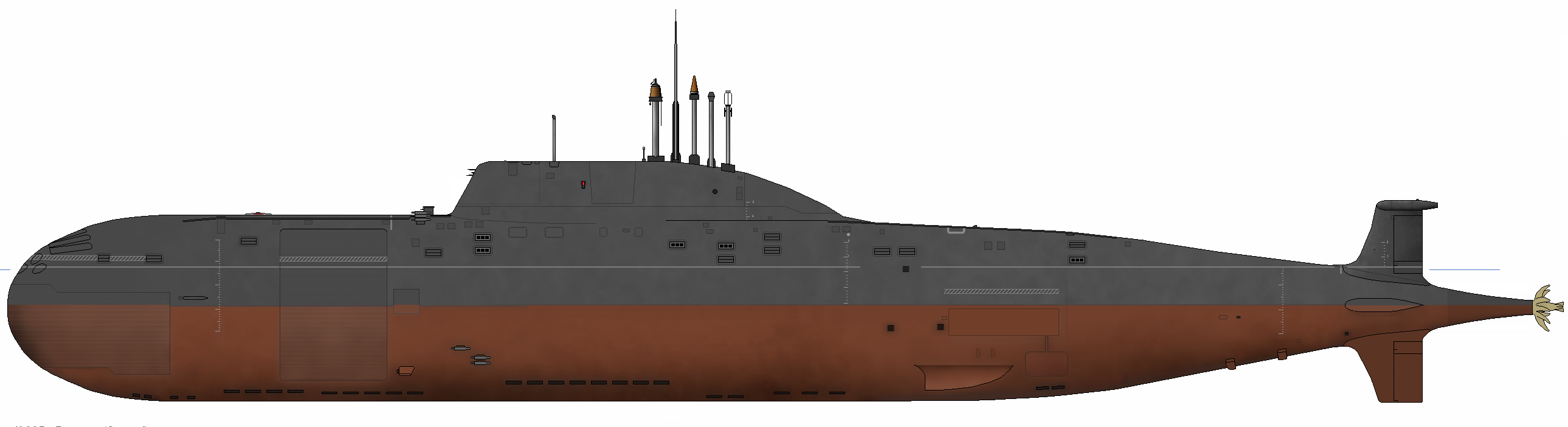
Seitenansicht von K-335

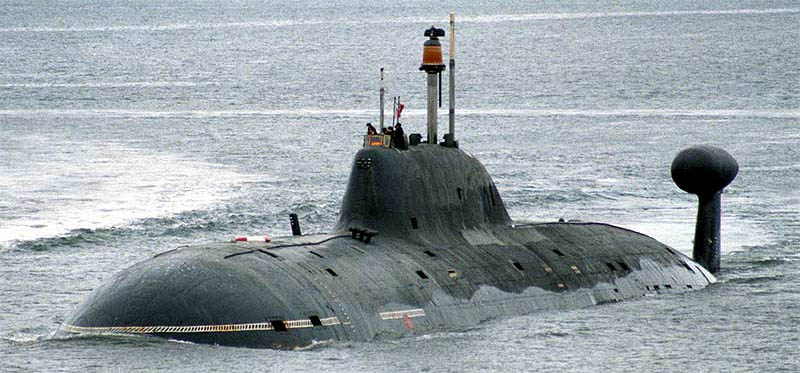
K-157

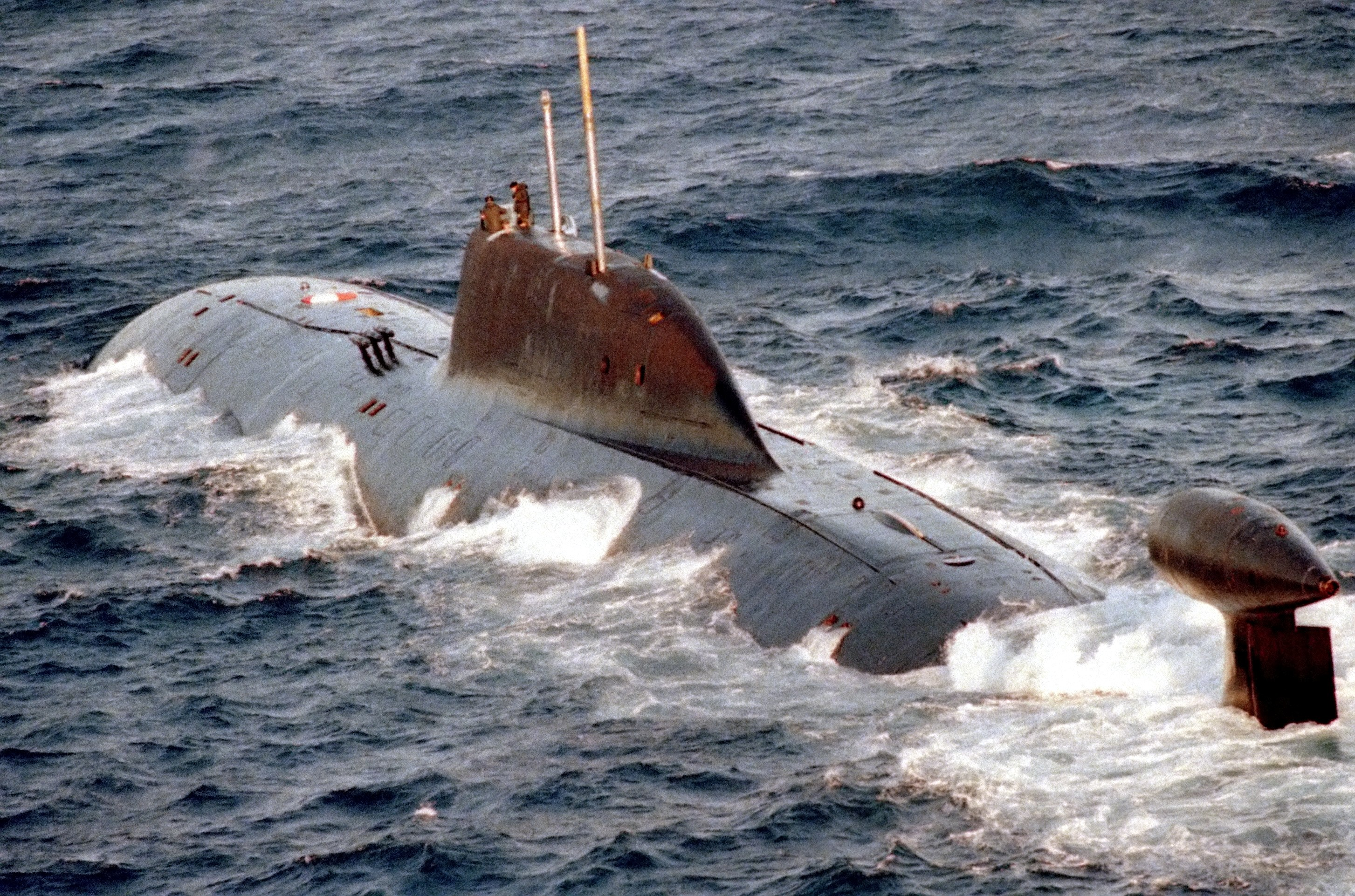
Akula-I-Klasse

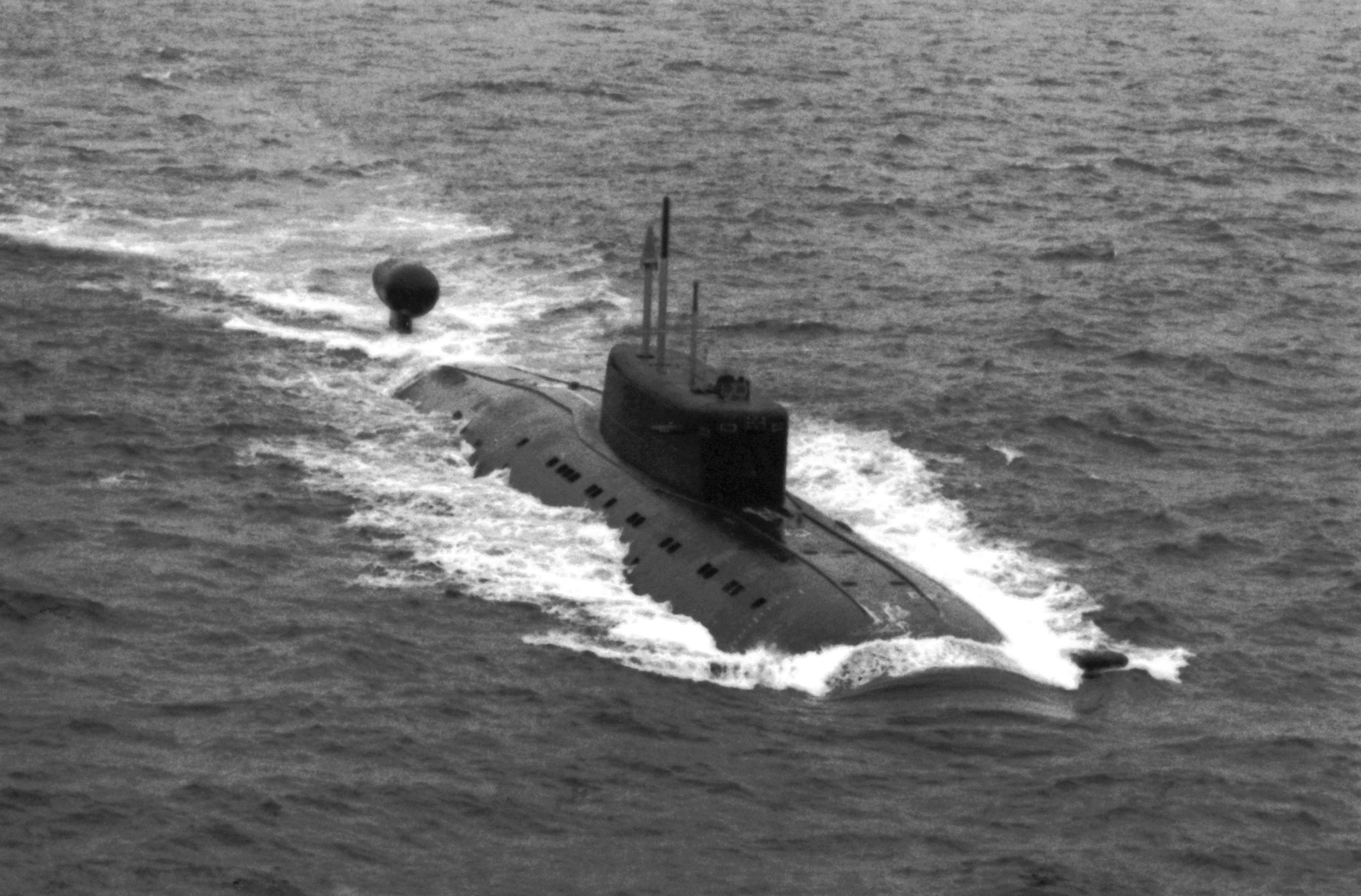
Sierra-II-Klasse

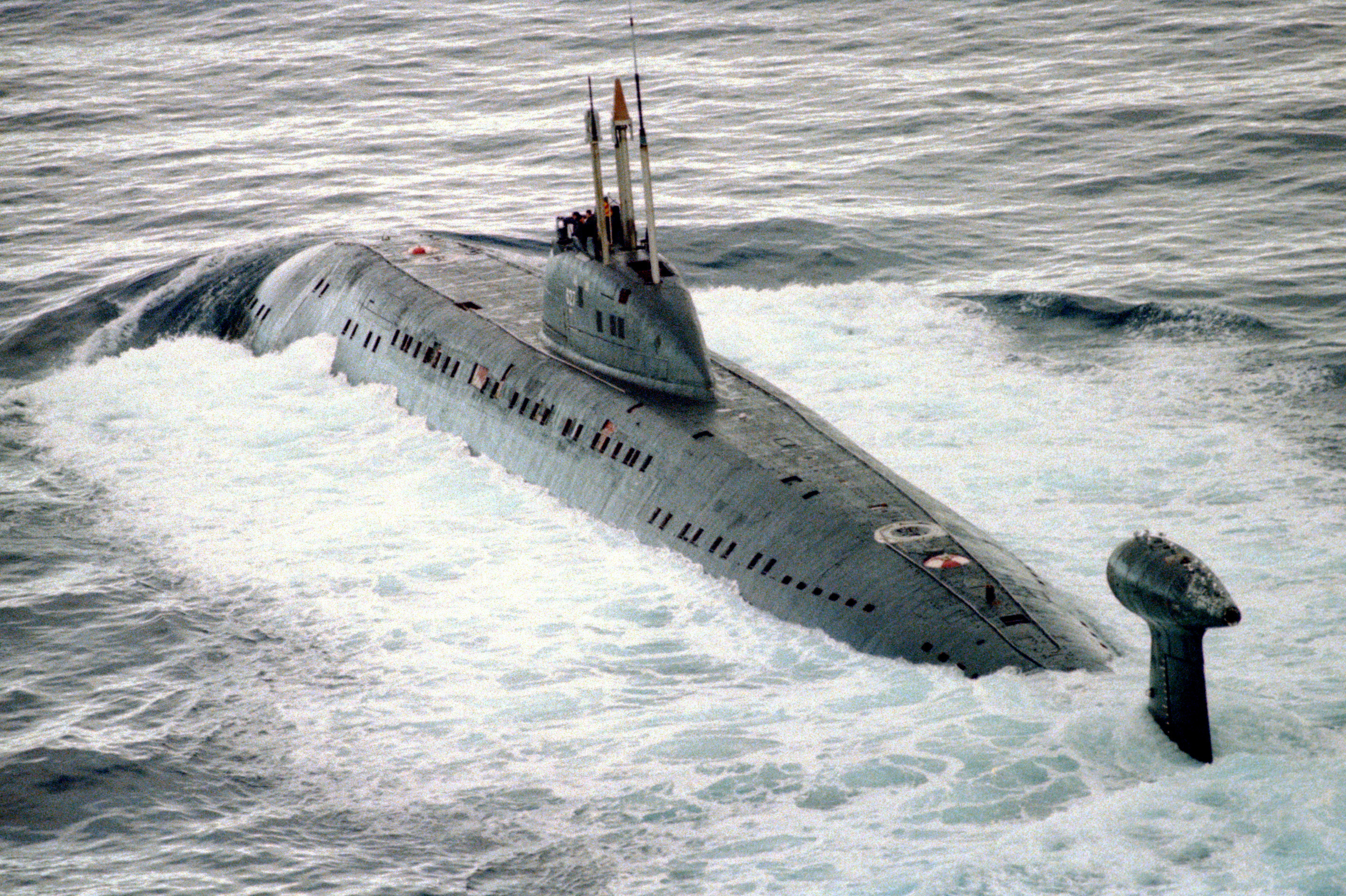
Victor-III-Klasse

- Projekt 971M Schtschuka-B (NATO-Code: Akula-II-Klasse)
  - K-157 Wepr (Nordflotte)
  - K-335 Gepard (Nordflotte)
- Projekt 971U Schtschuka-B (NATO-Code: Improved (verbesserte) Akula-I-Klasse)
  - K-419 Kusbass (Pazifikflotte)
  - K-295 Samara (Pazifikflotte, Modernisierung und Instandhaltung bis 2023)[36]
  - K-328 Leopard (Nordflotte, Modernisierung und Instandhaltung bis 2022)[37]
  - K-461 Wolk (Nordflotte, Modernisierung und Instandhaltung bis 2023)[38]
  - K-154 Tigr (Nordflotte, Modernisierung und Instandhaltung bis 2022)[39]
- Projekt 971 Schtschuka-B (NATO-Code: Akula-I-Klasse)
  - K-391 Bratsk (Pazifikflotte, Modernisierung und Instandhaltung, soll danach nach Indien überstellt werden)[36]
  - K-331 Magadan (Pazifikflotte)
  - K-317 Pantera (Nordflotte)
- Projekt 945A Kondor (NATO-Code: Sierra-II-Klasse)
  - B-534 Nischni Nowgorod (Nordflotte)
  - B-336 Pskow (Nordflotte)
- Projekt 945 Barrakuda (NATO: Sierra-I-Klasse)
  - B-239 Karp (1998 zwecks Instandsetzung aufgelegt, in Reserve)
  - B-276 Kostroma (Nordflotte, in Reserve)
- Projekt 671RTMK Schtschuka (NATO-Code: Victor-III-Klasse)
  - B-414 Daniil Moskowski (Nordflotte, 2006 durch Feuer beschädigt, Instandsetzung)
  - B-138 Poljarnyje Sori (Nordflotte)
  - B-448 Tambow (Nordflotte)

#### U-Boote mit konventionellem Antrieb (darunter SSG)

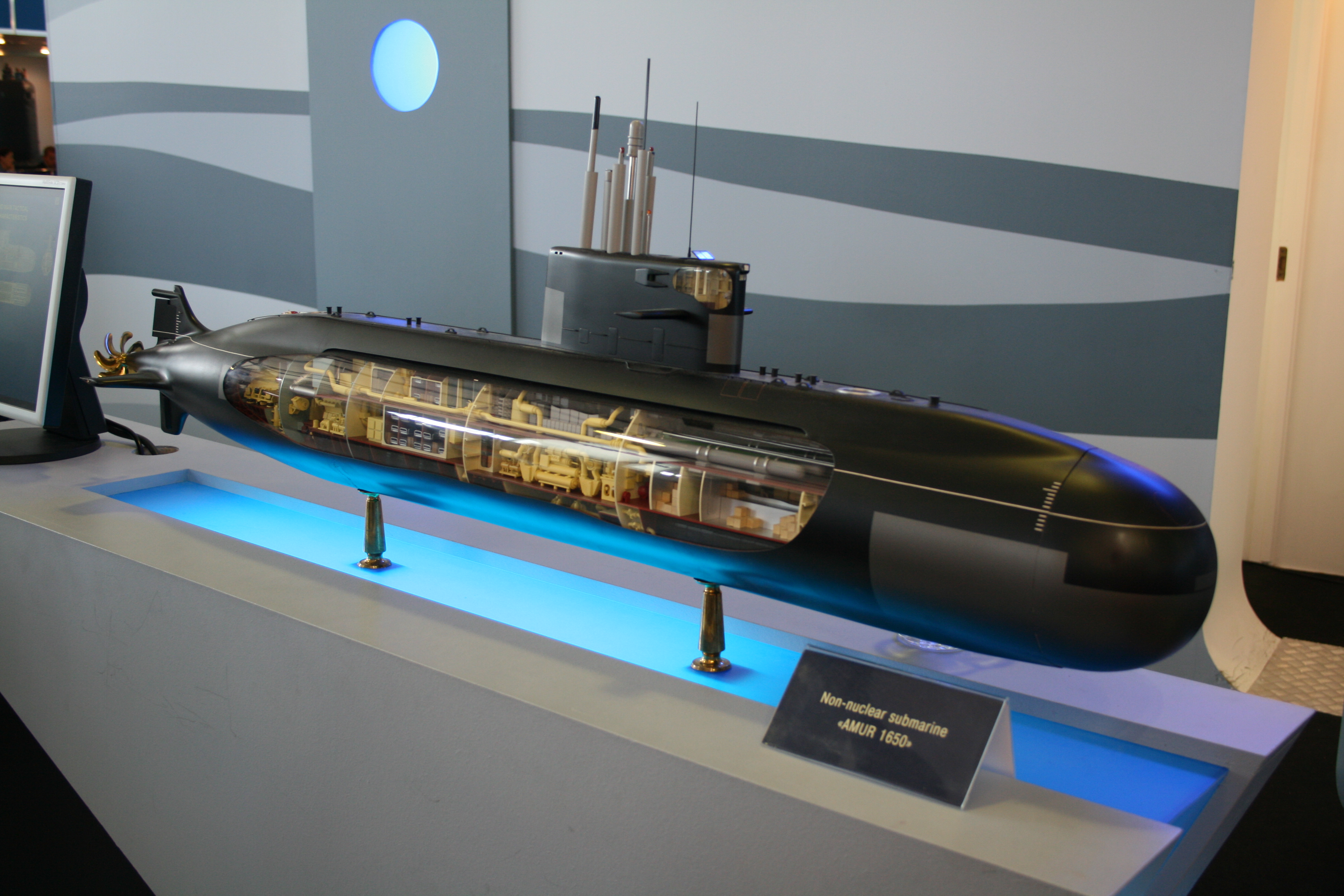
Projekt 677

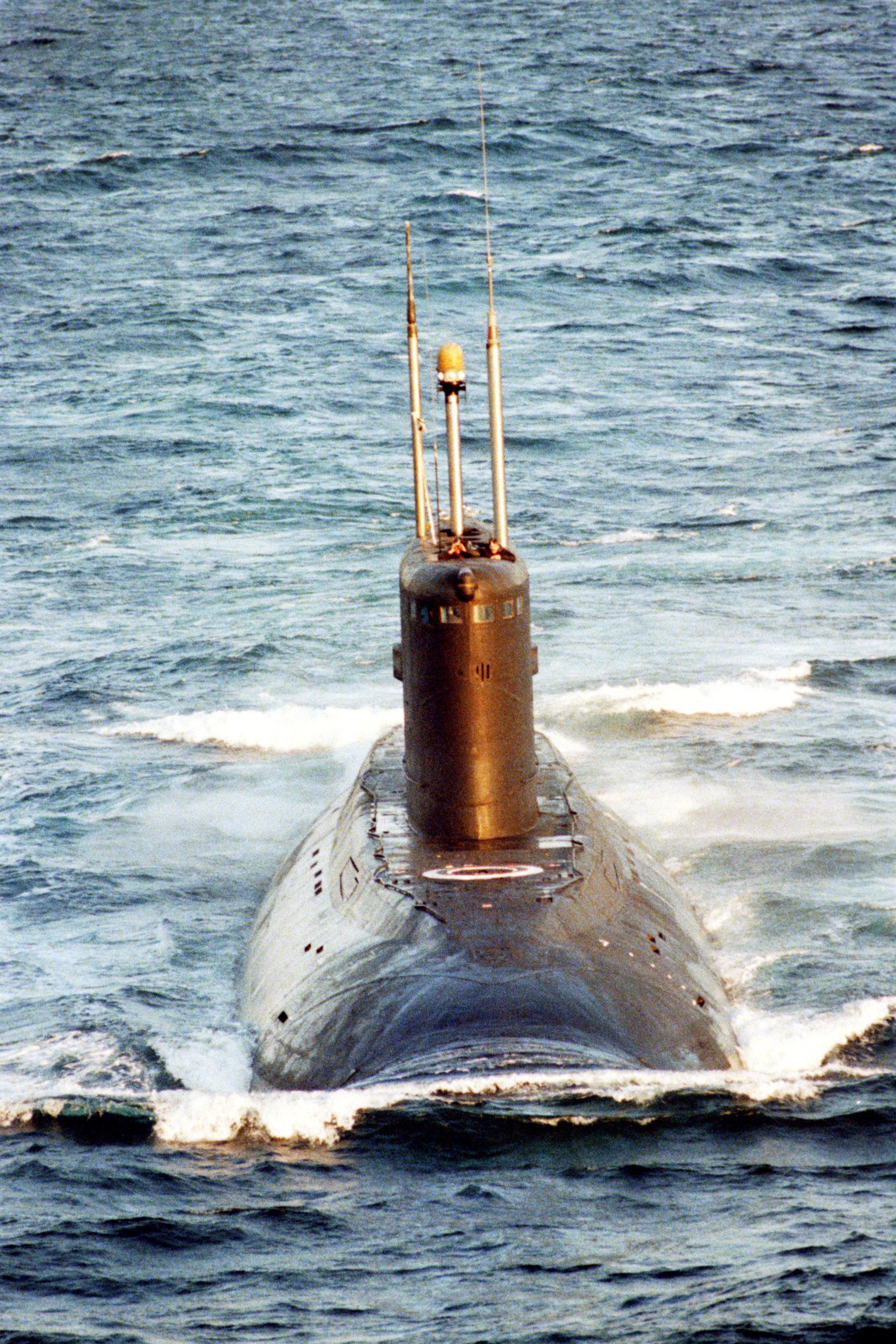
Projekt 877

Die Marine hat noch immer mit Problemen beim Betrieb des neuen Bootes B-585 Sankt-Peterburg des Projekts 677 („Lada-Klasse“) zu kämpfen.
- Projekt 641 (NATO-Code: Foxtrot-Klasse)
  - ex ukrainische Saporischschja (Nach der völkerrechtswidrigen Annexion der Krim durch Russland wurde das Boot am 22. März 2014 der russischen Schwarzmeerflotte unterstellt)[40][41][42]
- Projekt 677 Lada (NATO-Code: Lada-Klasse)
  - B-585 Sankt-Peterburg (Baltische Flotte)
  - B-586 Kronstadt (Kiellegung am 28. Juli 2005, Indienststellung am 31. Januar 2024)[43][44]
  - B-587 Welikije Luki (Kiellegung am 10. November 2006, geplante Indienststellung 2024)[43]
  - Drei weitere U-Boote befinden sich im Bau[45][46]
- Projekt 636.3 Warschawjanka (NATO-Code: Improved Kilo oder Kilo-II-Klasse)
  - B-261 Noworossijsk (Schwarzmeerflotte, Indienststellung 2014)[47]
  - B-237 Rostow-na-Donu (Schwarzmeerflotte, Indienststellung 2014)[47]
  - B-262 Stary Oskol (Schwarzmeerflotte, Indienststellung 2015)[47]
  - B-265 Krasnodar (Schwarzmeerflotte, Indienststellung 2015)[47]
  - B-268 Weliki Nowgorod (Schwarzmeerflotte, Indienststellung im Oktober 2016)[47]
  - B-271 Kolpino (Schwarzmeerflotte, Indienststellung im November 2016)[47]
  - B-274 Petropawlowsk-Kamtschatski (Pazifikflotte, Kiellegung im Juli 2017, Indienststellung am 25. November 2019)[48]
  - B-603 Wolchow (Pazifikflotte, Kiellegung im Juli 2017, Indienststellung am 24. Oktober 2020)[49]
  - B-602 Magadan (Pazifikflotte, Kiellegung am 1. November 2019, Indienststellung am 12. Oktober 2021)[50]
  - B-588 Ufa (Pazifikflotte, Kiellegung am 1. November 2019, geplante Indienststellung 2022)[50]
  - Moschaisk (Pazifikflotte, Kiellegung am 23. August 2021, geplante Indienststellung 2023)[50]
  - Jakutsk (Pazifikflotte, Kiellegung am 23. August 2021, geplante Indienststellung 2024)[51]
  - Ein weiteres U-Boot bestellt[46]
- Projekt 877 Paltus (NATO-Code: Kilo-I-Klasse)
  - B-806 (Baltische Flotte)
  - B-445 (Baltische Flotte)
  - B-394 (Pazifikflotte)
  - B-800 Kaluga (Nordflotte)
  - B-459 Wladikawkas (Nordflotte)
  - B-464 Ust-Kamtschatsk (Pazifikflotte)
  - B-471 Magnitogorsk (Nordflotte)
  - B-871 Alrossa (Schwarzmeerflotte)
  - B-494 Ust-Bolscherezk (Pazifikflotte)
  - B-177 Lipezk (Nordflotte)
  - B-190 (Pazifikflotte)
  - B-345 (Pazifikflotte)
  - B-187 (Pazifikflotte)

### Überwasserschiffe

#### Flugzeugträger/Flugdeckkreuzer

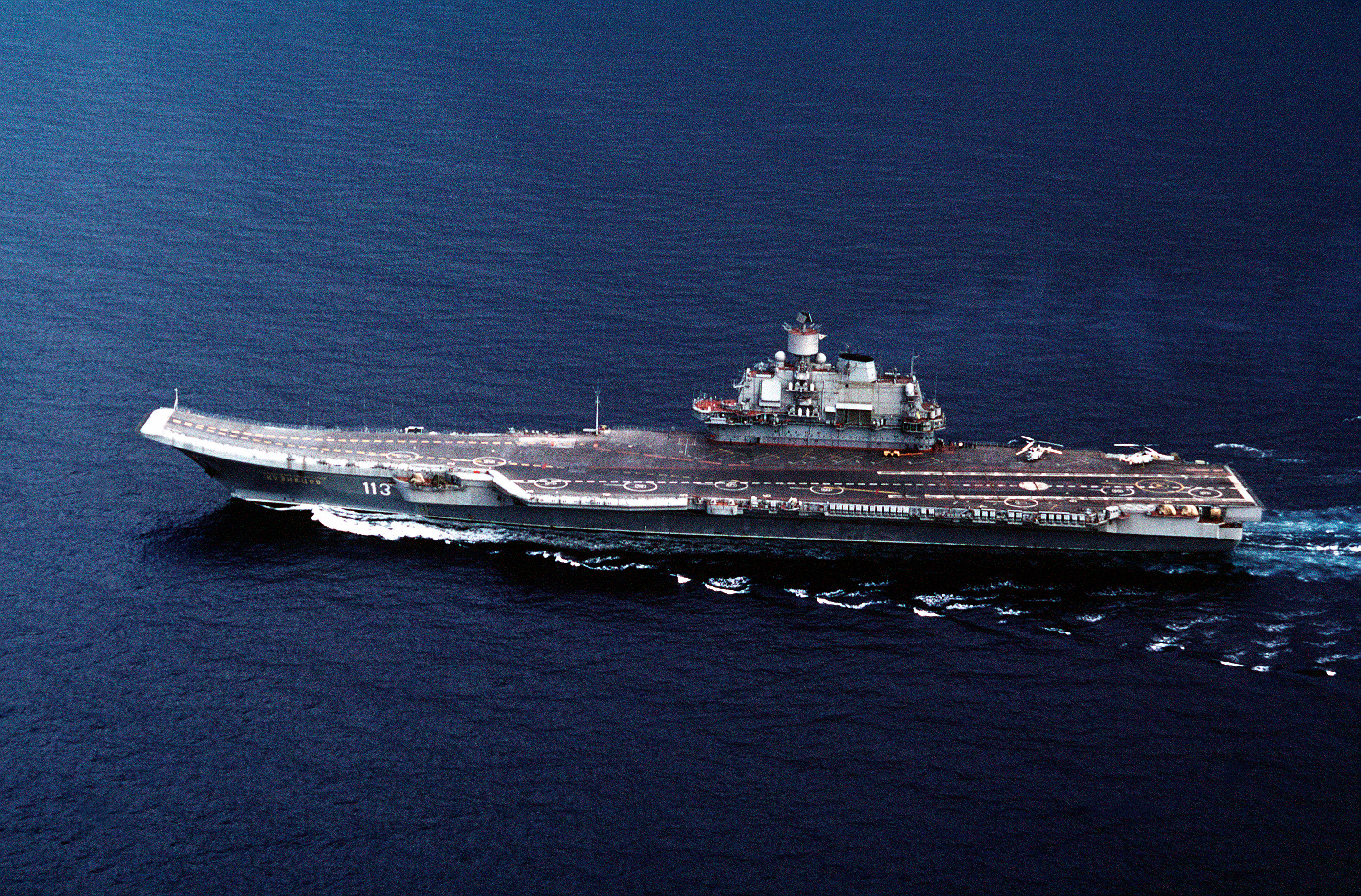
Admiral-Kusnezow-Klasse

Die russische Marine verfügt mit der Admiral Kusnezow über einen Flugzeugträger. Bei einem Unfall im Trockendock wurde 2022 eine Reparatur nötig, welche bis 2024 andauern soll.
Geplant ist laut Admiral Massorin eine Erweiterung auf zwei Flugzeugträgereinsatzgruppen – je eine bei Nordflotte und Pazifikflotte –, zu denen jeweils drei Träger gehören würden. Die Notwendigkeit zu jeweils drei Schiffen ergebe sich aus dem Betriebszyklus: In jeder Gruppe sei jeweils ein Träger voll einsatzklar und ein zweiter in der Einsatzvorbereitung, der notfalls ebenfalls einsetzbar sei, während der dritte eine planmäßige Wartungs- und Instandsetzungsperiode durchlaufe.
2015 stellte das Krylow-Forschungszentrum das Projekt 23000 (russisch Шторм ‚Sturm‘) vor, in dem ein großer Flugzeugträger mit etwa 100.000 Tonnen Verdrängung und für 80–90 Kampfflugzeuge entwickelt wird.

#### Raketenschlachtkreuzer
Offiziell befindet sich von der Kirow-Klasse nur noch ein Schiff im aktiven Dienst. Während die Pjotr Weliki das Flaggschiff der Nordflotte ist, soll Admiral Nachimow auf einen anderen Antischiffraketen-Komplex umgerüstet werden. In Frage kämen P-800 Oniks oder SS-N-27 Sizzler.

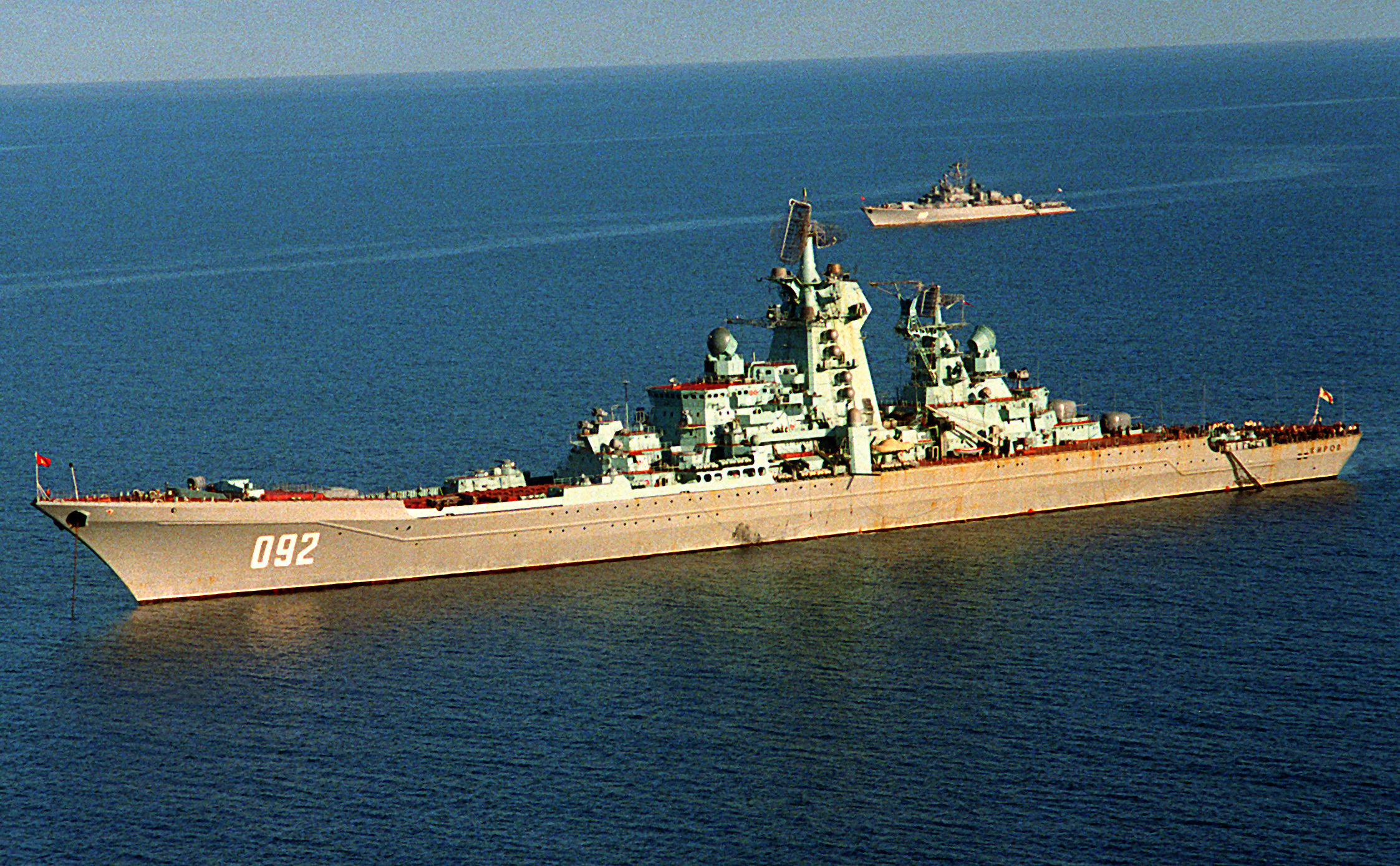
Admiral Uschakow (ex „Kirow“), Typschiff der Kirow-Klasse

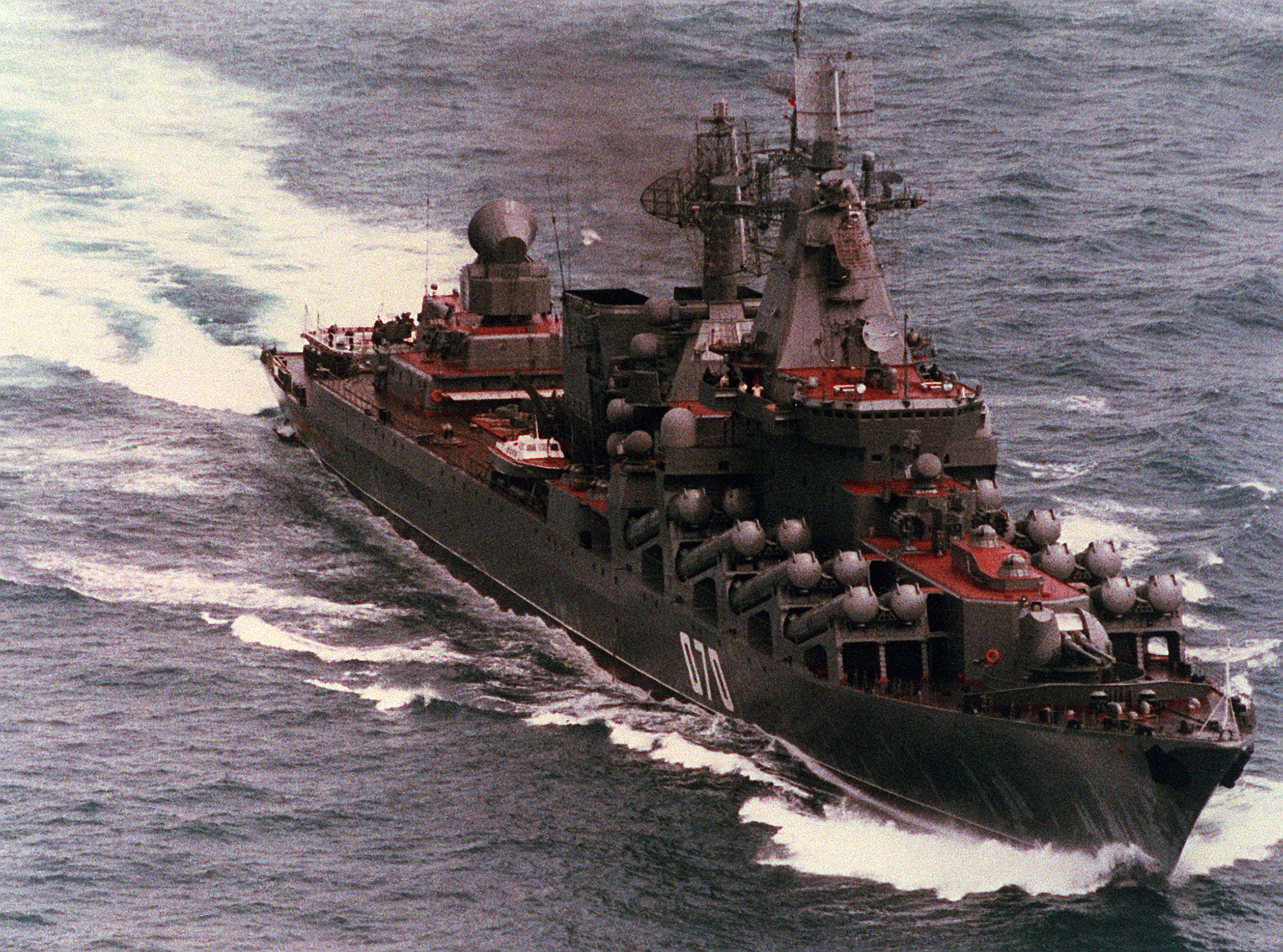
Marschall Ustinow, Raketenkreuzer der Slawa-Klasse

- Projekt 1144 Orlan (NATO-Bezeichnung: Kirow-Klasse)
  - Admiral Nachimow (ex „Kalinin“) (Nordflotte, Instandsetzung und Umrüstung auf neue FK bis 2024)[55][56]
  - Pjotr Weliki („Peter der Große“, ex „Juri Andropow“) (Nordflotte, soll aus Kostengründen abgewrackt werden)[57]

#### Raketenkreuzer
Zwei von drei Kreuzern der Slawa-Klasse sind einsatzbereit. Moskwa und Warjag nahmen in den letzten beiden Jahren an mehreren internationalen Übungen im Mittelmeer und im Pazifik teil. Die Marschall Ustinow nahm regelmäßig an Übungen der Nordflotte teil. Die Moskwa versank am 14. April 2022 während des Kriegs in der Ukraine im Schwarzen Meer, nachdem sie vermutlich von zwei ukrainischen Anti-Schiffs-Raketen vom Typ Neptun getroffen worden war.
- Projekt 1164 Atlant (NATO-Bezeichnung: Slawa-Klasse)
  - Marschall Ustinow (Nordflotte)
  - Warjag (Pazifikflotte)

Der im ukrainischen Mykolajiw liegende vierte Raketenkreuzer der Slawa-Klasse, Ukraina, soll von der Ukraine verkauft werden. Die Ukraina wurde im Jahre 1993 von der Schwarzmeerflotte an die Ukraine übergeben. Sie ist zu 96 Prozent fertiggestellt, doch über weitere Mittel zum Abschluss der Arbeiten verfügt die Ukraine nicht. Kiew versuchte vielmals, die Ukraina an Russland oder ein anderes Land zu verkaufen, jedoch scheiterten diese Versuche bisher allesamt.

#### Raketenzerstörer

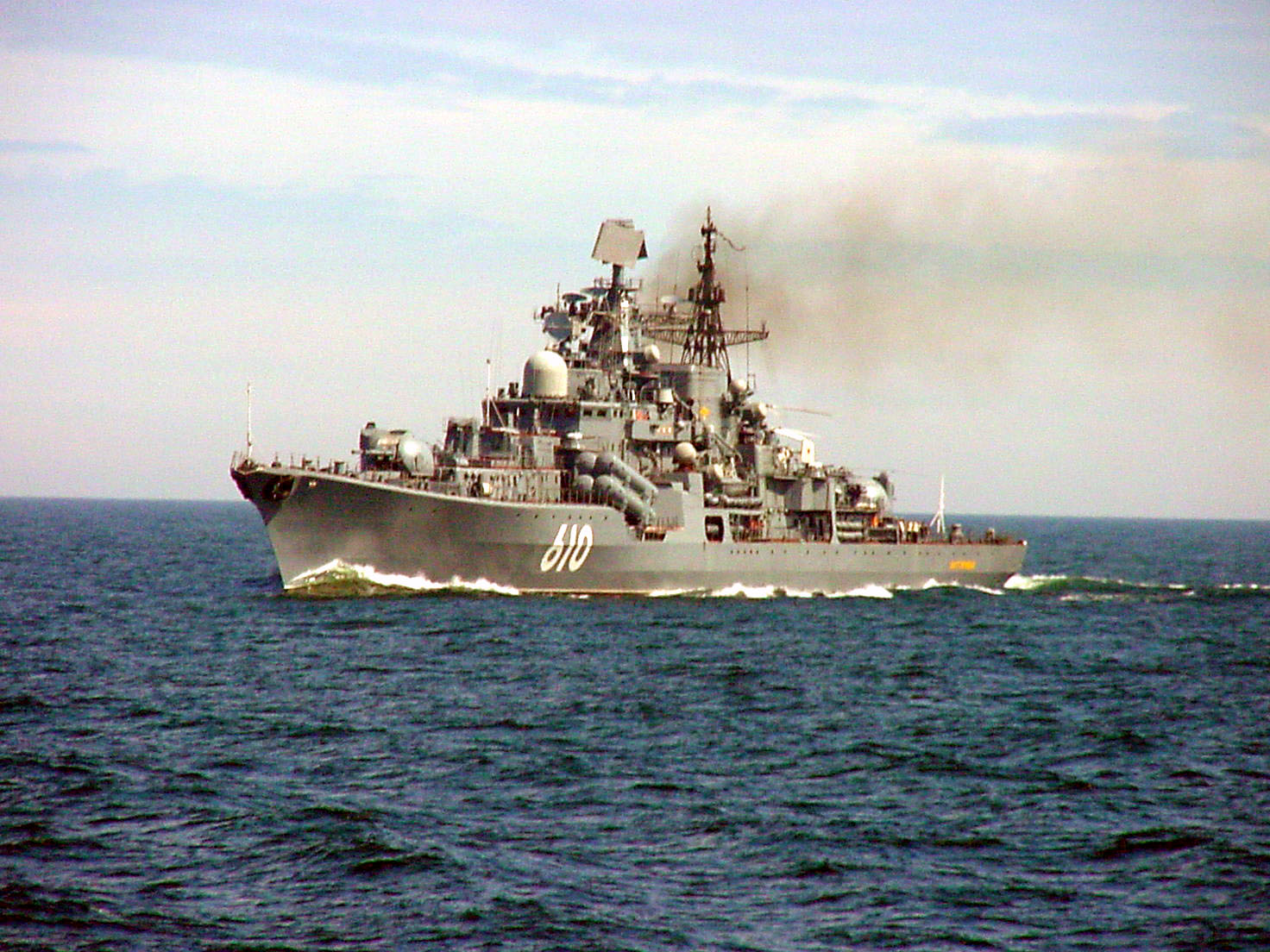
Der Zerstörer Nastoitschiwy (610) im Juni 2005

Während die Admiral Tschabanenko in der russischen Flotte das einzige Gegenstück zur US-amerikanischen Arleigh-Burke-Klasse bildet und erst kürzlich an Manövern teilnahm, werden die Raketenschiffe der Sowremenny-Klasse eher zurückgehalten. Von einst 18 Schiffen sind hier nur noch 10 im Dienst, während der Rest entweder verschrottet oder außer Dienst gestellt wurde. Diese Tatsache ist auf die Finanzkrise der 1990er Jahre zurückzuführen. Im Juli 2007 wurde schließlich auch noch die Gremjaschtschi ausgemustert, da eine Grundinstandsetzung zu teuer gewesen wäre.
- Projekt 1155.1 Fregat II (NATO-Bezeichnung: Udaloy-II-Klasse)
  - 650 Admiral Tschabanenko (Nordflotte) (Nordflotte, Modernisierung und Instandhaltung, geplante Wiederindienststellung 2025)[59][60]
- Projekt 956 Saritsch (NATO-Bezeichnung: Sowremenny-Klasse)
  - 778 Burny – Бурный (1988) (Pazifikflotte)
  - 610 Nastoitschiwy – Настойчивый – (ursprünglich Moskowski Kosomolez) (1993) (Baltische Flotte)
  - 434 Admiral Ushakow – Бесстрашный – (ursprünglich Bestraschny, Nordflotte) (1994)

#### ASW-Raketenzerstörer
Die U-Jagdschiffe der Udaloj-Klasse nehmen in letzter Zeit häufig an Einsätzen im offenen Ozean und internationalen Übungen teil. Nach 16 Jahren Inaktivität kehrt Wize-Admiral Kulakow nach einer Grundinstandsetzung Ende 2007/Anfang 2008 zur Flotte zurück. Eine Instandsetzung lohnte sich nur deshalb, weil das Schiff von der Werft eigenmächtig rechtzeitig konserviert wurde, als 1996 während einer sich seit 1991 hinziehenden Reparatur der Antriebsanlage kein Geld mehr floss. Die Marschall Wasilewskij wurde am 10. Februar 2007 ausgemustert. Das Schiff verfiel während der Finanzkrise, so dass eine Instandsetzung zu aufwändig gewesen wäre.

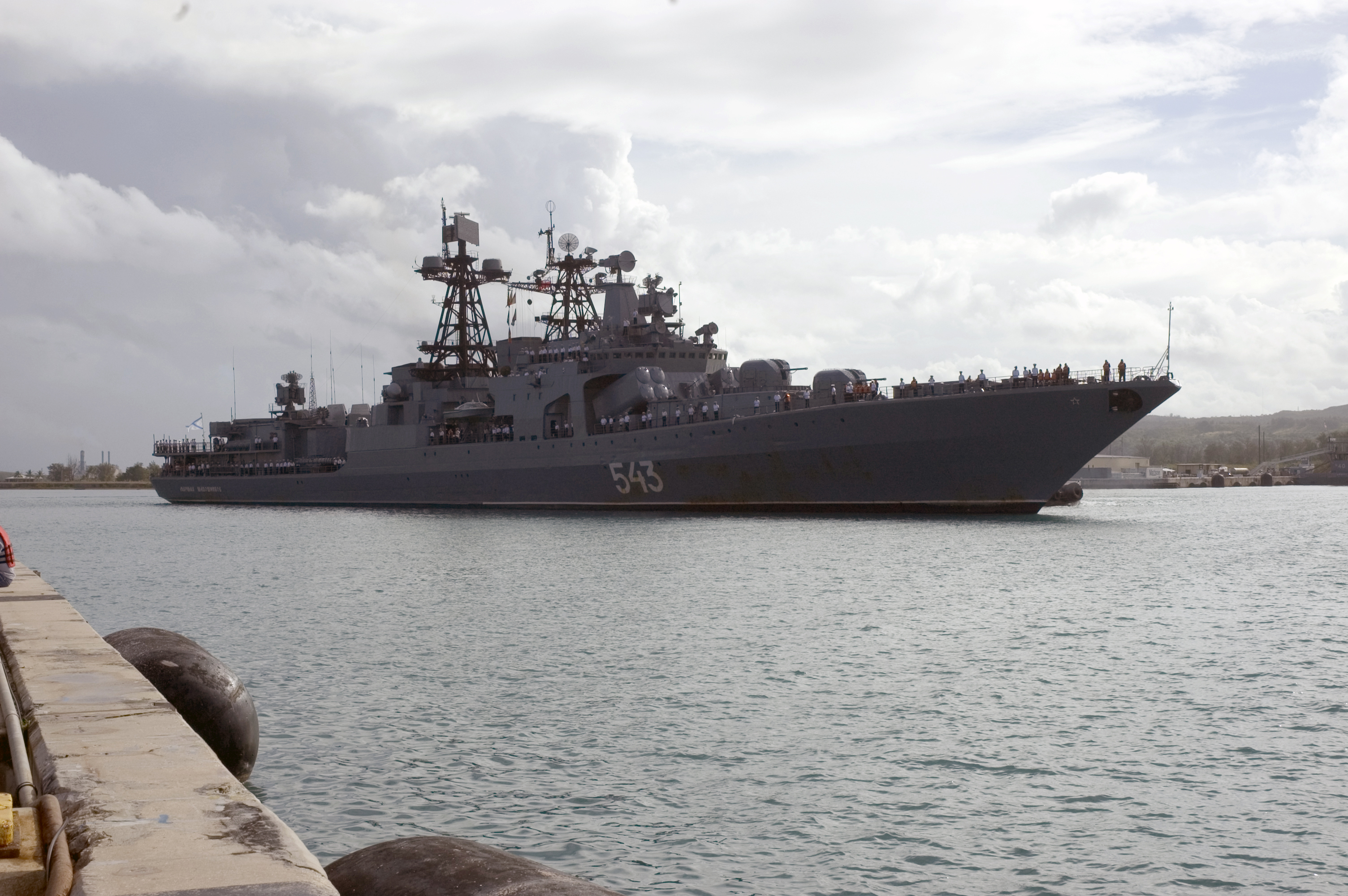
Marschall Schaposchnikow, Udaloy-I-Klasse

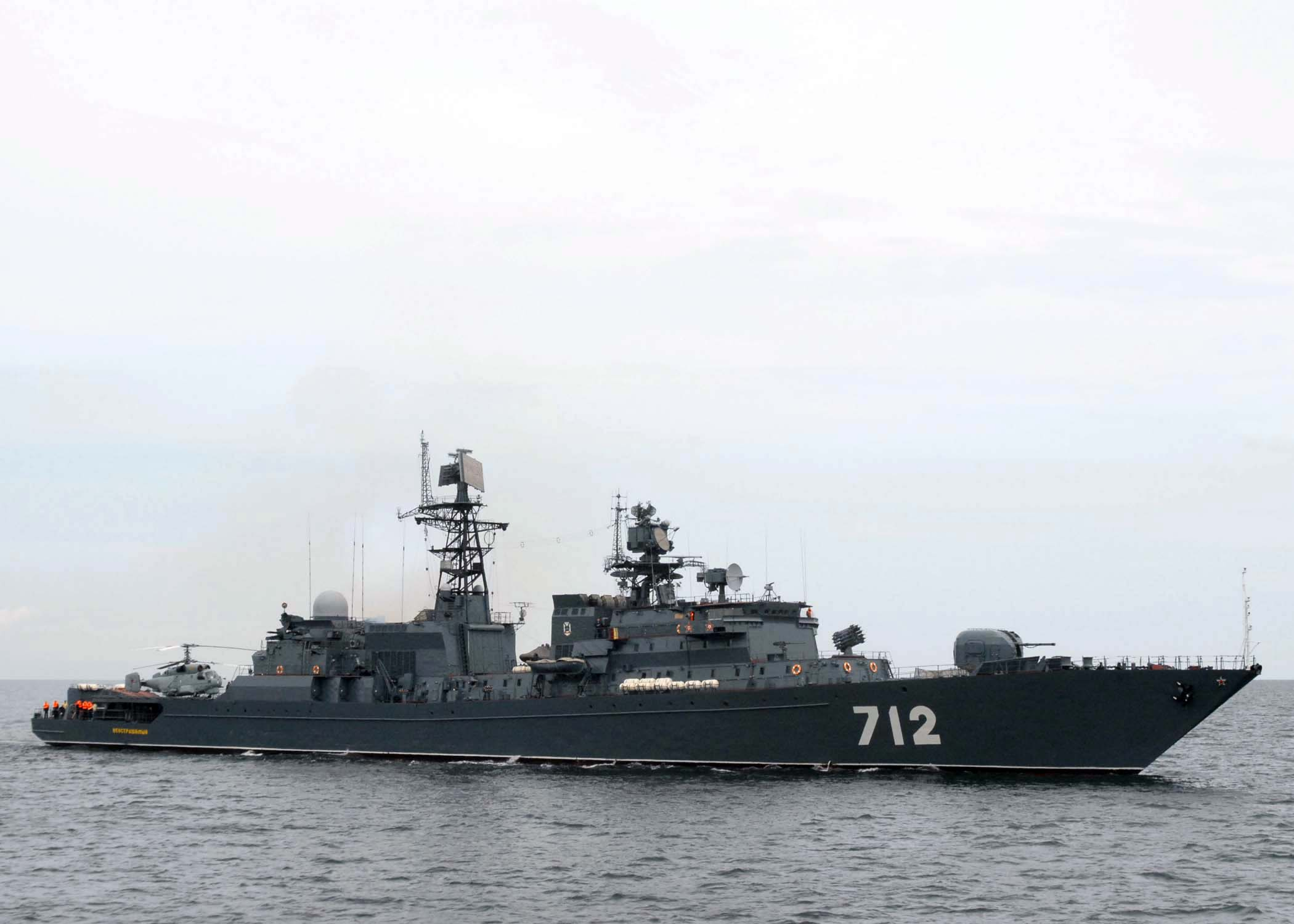
Neustraschimij, Typschiff der Neustraschimy-Klasse

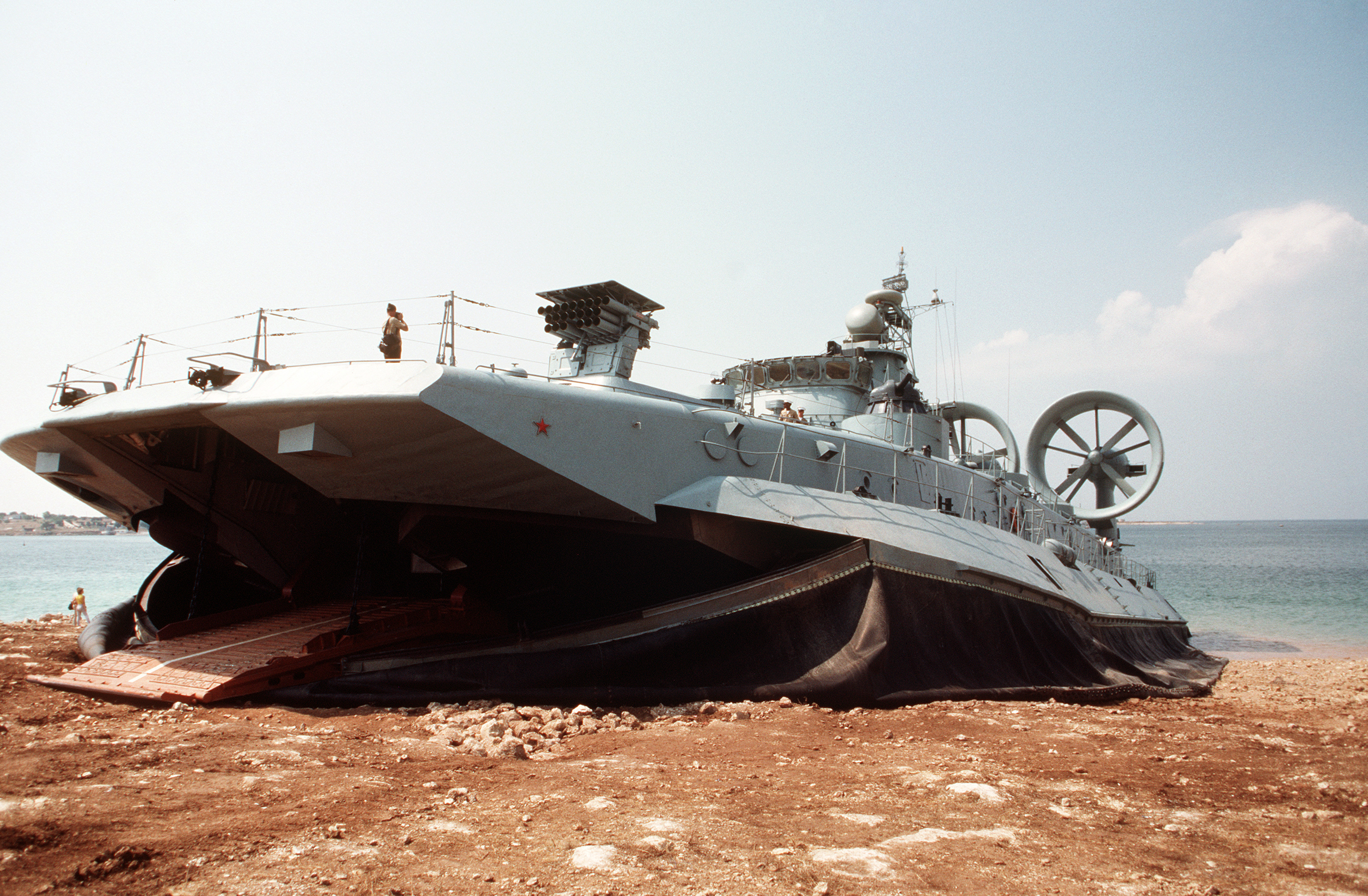
Pomornik-Klasse

- Projekt 1155 Fregat-I (NATO-Bezeichnung: Udaloy-I-Klasse)
  - Wize-Admiral Kulakow (Nordflotte, nach Modernisierung seit Dezember 2010 wieder im Dienst[61])
  - Seweromorsk (Nordflotte)
  - Admiral Lewtschenko (Nordflotte, nach Modernisierung seit 2022 wieder im Dienst)[62][63]
  - Admiral Winogradow (Pazifikflotte, Instandsetzung und Modernisierung bis 2025)[64]
  - 543 Marschall Schaposchnikow (Pazifikflotte)
  - 548 Admiral Pantelejew (Pazifikflotte)
  - 552 Admiral Tribuz (Pazifikflotte)

#### Raketenfregatten (ASW-Schiffe)
- Projekt 1154 Jastreb (NATO-Bezeichnung: Neustraschimy-Klasse)
  - Neustraschimy (Baltische Flotte)
  - Jaroslaw Mudry (Baltische Flotte)

#### Landungsschiffe
- Projekt 1232.2 Zubr (NATO-Bezeichnung: Pomornik-Klasse)
  - 770 Jewgeni Kotscheschkow (vorher MDK-50, benannt nach Jewgeni Nikolajewitsch Kotscheschkow)
  - 782 Mordowija (vorher MDK-94)
- Projekt 775 (NATO-Bezeichnung: Ropucha-I-Klasse)
  - BDK-55 Alexander Otrakowski
  - BDK-182 Babrujsk
- Projekt 775 (NATO-Bezeichnung: Ropucha-II-Klasse)
  - BDK-43 Minsk
  - BDK-45 Georgi Pobedonossez
  - BDK-58 Kaliningrad
  - BDK-60 Alexander Schabalin
  - BDK-67 Jamal
  - BDK-98 Admiral Newelskoi
  - BDK-101 Osljabja
- Projekt 775M (NATO-Bezeichnung: Ropucha-III-Klasse)
  - BDK-11 Pereswet
  - BDK-54 Asow
  - BDK-61 Koroljow
- Projekt 1171 Tapir (NATO-Bezeichnung: Alligator-Klasse)
  - BDK-69 Orsk
  - Nikolai Wilkow
  - Nikolai Filtschenkow
- Projekt 11711 (NATO-Bezeichnung: Iwan-Gren-Klasse)
  - Iwan Gren
  - Pjotr Morgunow
  - Wladimir Andrejew (geplante Indienststellung 2024)[65]
  - Wassilij Truschin (geplante Indienststellung 2024)[66]

Des Weiteren verfügt die Marine über neun Schiffe des Projekts 1176, fünf Schiffe des Projekts 21820 und zwölf Schiffe des Projekts 11770.

#### Mehrzweckkampfschiffe

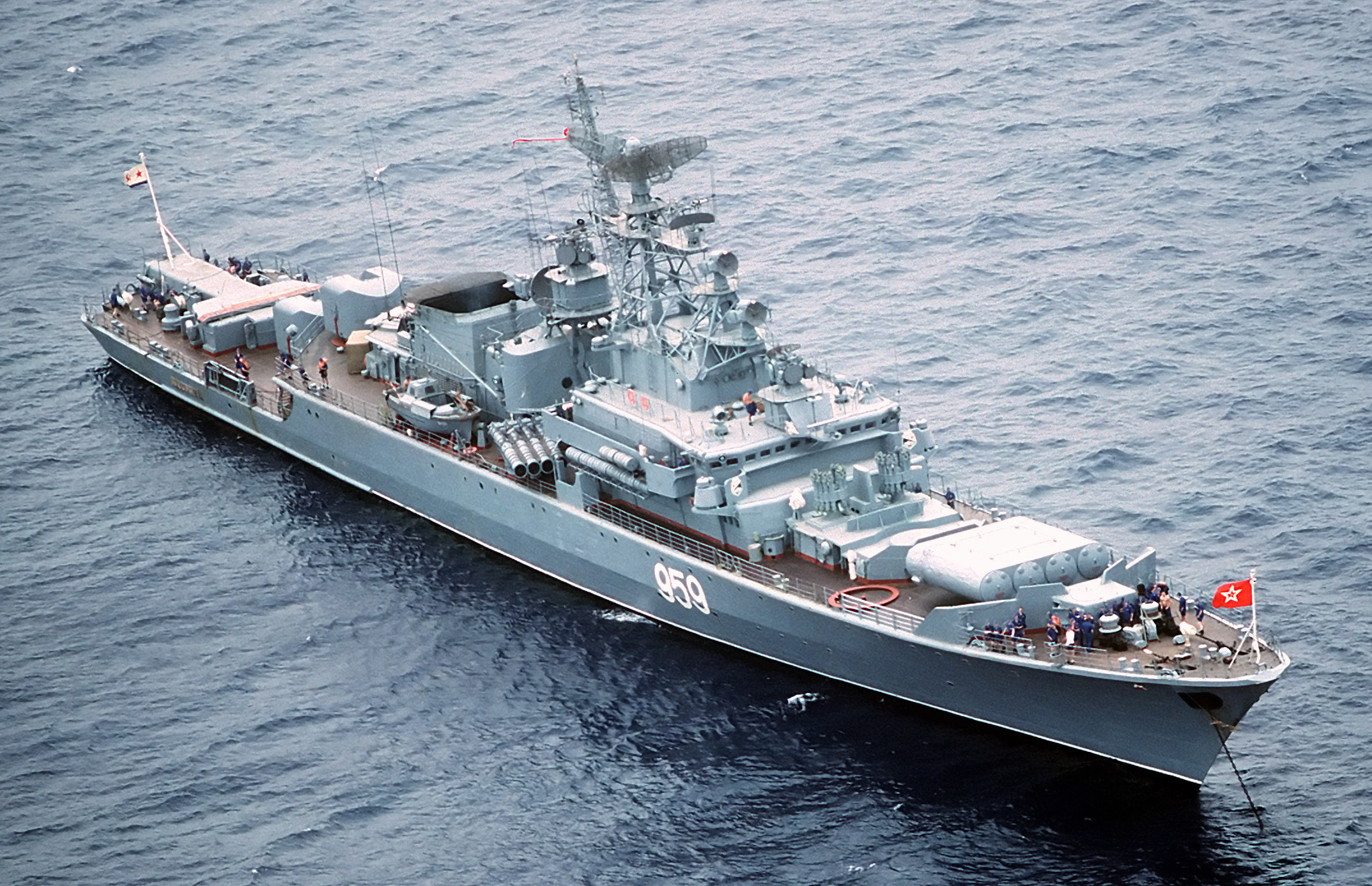
Kriwak-Klasse

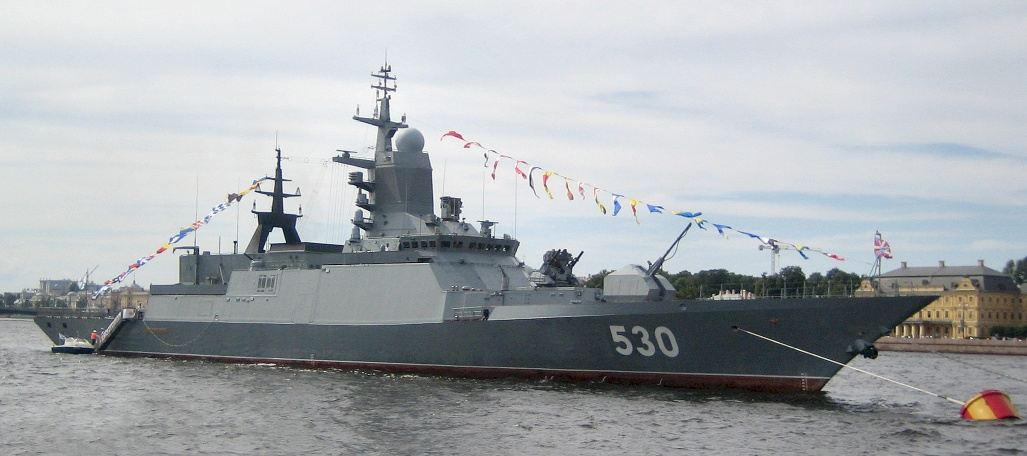
Stereguschtschi-Klasse

Mit der Kiellegung der Admiral Gorschkow begann in Russland erstmals der Bau einer Fregatte, die in jeder Hinsicht westlichen Mustern entspricht. Die Übergabe war für 2009 angesetzt, allerdings war hierbei die Zeit für die Seeerprobung anzurechnen. Am 15. November 2009 unterzeichnete der damalige Befehlshaber der Baltischen Flotte, Vizeadmiral Konstantin Sidenko, die Dokumente, mit denen die Übergabe der neuen Korvette von der St. Petersburger Werft Sewernaja an die WMF offiziell besiegelt wurde, worauf auch weitere Gelder an die Werft fließen sollten. Nochmals umgebaut, wurde die Admiral Gorschkow am 25. Dezember 2017 nördlich von Schottland gesichtet. Dabei eskortierte die britische Fregatte HMS St Albans (F83) das Schiff nahe der britischen Hoheitsgewässer in der Nähe des Moray Firth.
Ein erstes Schiff der Stereguschtschi-Klasse ist seit 28. Februar 2008 im Dienst bei der Baltischen Flotte.
Eigentlich sollte die Stereguschtschi schon 2004 geliefert werden. Finanzielle Engpässe bei zwischenzeitlich mehr als verdreifachten Baukosten, aber auch technische Probleme verzögerten die Fertigstellung der Korvette immer wieder. Bei Erprobungen sollen immer wieder Fehlfunktionen festgestellt worden sein, die teilweise erhebliche Designänderungen notwendig gemacht hätten. Das zweite Schiff dieses Typs, die ebenfalls auf der Werft Sewernaja gebaute Soobrasitelny, wurde am 14. Oktober 2011 in Dienst gestellt. Es folgten die Schiffe Boiki (Baltische Flotte), Sowerschenny (Pazifikflotte) und Stoiki (Baltische Flotte).
Als Grund für die Verzögerungen beim Bau nannte die russische Marine Prioritätenverschiebungen zugunsten des Baus neuer nuklear-strategischer U-Boote.
- Projekt 22350 Admiral-Gorschkow-Klasse
  - Admiral Sergei Gorschkow (Nordflotte, Kiellegung am 2. Februar 2006, Indienststellung am 28. Juli 2018)[70]
  - Admiral Kassatonow (Nordflotte, Kiellegung am 26. November 2009, Indienststellung am 21. Juli 2020)[71]
  - Admiral Golowko (Nordflotte, Kiellegung am 1. Februar 2012, Indienststellung am 25. Dezember 2023)[72][73]
  - Admiral Issakow (Kiellegung am 14. November 2013, geplante Indienststellung 2024)[74]
  - Admiral Amelko (Kiellegung am 23. April 2019, geplante Indienststellung 2026)[74]
  -  Admiral Tschitschagow (Kiellegung am 23. April 2019, geplante Indienststellung 2026)[74]
  - Admiral Jumaschew (Kiellegung am 16. Juli 2020, geplante Indienststellung 2027)[75][74]
  - Admiral Spiridonow (Kiellegung am 16. Juli 2020, geplante Indienststellung 2027)[75][74]
  - Admiral Wyssozki (geplante Indienststellung 2029)[46][76][74]
  - Admiral Gromow (geplante Indienststellung 2029)[74]
- Projekt 1135.6 Admiral Grigorowitsch-Klasse
  - Admiral Grigorowitsch (Schwarzmeerflotte, Kiellegung am 18. Dezember 2010, Indienststellung am 11. März 2016)
  - Admiral Essen (Schwarzmeerflotte, Kiellegung am 8. Juli 2011, Indienststellung am 7. Juni 2016)
  - Admiral Makarow (Schwarzmeerflotte, Kiellegung am 29. Februar 2012, Indienststellung am 25. Dezember 2017)
- Projekt 20380 Stereguschtschi-Klasse
  - Stereguschtschi (Baltische Flotte)
  - Soobrasitelny (Baltische Flotte)
  - Boiki (Baltische Flotte)
  - Sowerschenny (Pazifikflotte)
  - Stoiki (Baltische Flotte)
  - Gromki (Pazifikflotte)
  - Geroi Rossijskoi Federazii Aldar Zydenschapow (Pazifikflotte, Indienststellung am 25. Dezember 2020)[77]
  - Mercury (Schwarzmeerflotte, Kiellegung am 20. Februar 2015, Indienststellung am 13. Mai 2023)[78]
  - Reski (Pazifikflotte, Kiellegung am 1. Juli 2016, Indienststellung am 14. September 2023)[79][80]
  - Strogi (Kiellegung am 20. Februar 2015)
  - Grosny (Kiellegung am 23. August 2021, geplante Indienststellung 2024)[81][82]
  - Brawy (Kiellegung am 29. September 2021)[81]
- Projekt 20385 Gremjaschtschi-Klasse
  - Gremjaschtschi (Pazifikflotte, Kiellegung 2. Februar 2012, Indienststellung am 29. Dezember 2020)[83]
  - Proworni (Kiellegung 25. Juli 2013, geplante Indienststellung 2024)[84]
  - Buiny (Pazifikflotte, Kiellegung am 23. August 2021)[82]
  - Razumny (Kiellegung am 12. Juni 2022)[85]
  - Bystryi (Kiellegung am 4. Juli 2022)[86]
  - Retivy (Kiellegung am 9. Juni 2023)[87]
- Projekt 11661 Gepard-Klasse
  - Tatarstan (Kaspische Flottille)
  - Dagestan (ex-„Albatros“) (Kaspische Flottille)
- Projekt 21631 Bujan-M-Klasse
  - Grad Swijaschsk (Kaspische Flottille)
  - Uglitsch (Kaspische Flottille)
  - Weliki Ustjug (Kaspische Flottille)
  - Seleni Dol (Baltische Flotte, Kiellegung 29. August 2012, Indienststellung 2015)[88]
  - Serpuchow (Baltische Flotte, Kiellegung am 25. Februar 2013, Indienststellung 2015)[88]
  - Wischni Wolotschok (Schwarzmeerflotte, Kiellegung am 29. August 2013, Indienststellung am 1. Juni 2018)[89]
  - Orechowo-Sujewo (Schwarzmeerflotte, Kiellegung am 29. Mai 2014, Indienststellung am 10. Dezember 2018)[90]
  - Inguschetija (Schwarzmeerflotte, Kiellegung am 29. August 2014, Indienststellung am 28. Dezember 2019)[91]
  - Grayworon (Schwarzmeerflotte, Kiellegung am 10. April 2015, Indienststellung am 30. Januar 2021)[92]
  - Grad (Baltische Flotte, Kiellegung am 24. April 2017, Indienststellung am 29. Dezember 2022)[24][93][94]
  - Naro-Fominsk (Baltische Flotte, Kiellegung am 23. Februar 2018, Indienststellung am 25. Dezember 2023)[93][95]
  - Stawropol (Kiellegung am 12. Juli 2018, geplante Indienststellung 2023)[94]
- Projekt 21630 Bujan-Klasse
  - Astrachan (Kaspische Flottille)
  - Wolgodonsk (ex-„Kaspijsk“,[96] Kaspische Flottille)
  - Machatschkala (Kaspische Flottille)
- Projekt 1239 Siwutsch (NATO-Bezeichnung: Dergach-Klasse)
  - Samum (Schwarzmeerflotte)
  - Bora (Schwarzmeerflotte)

- Projekt 22800 Karakurt-Klasse

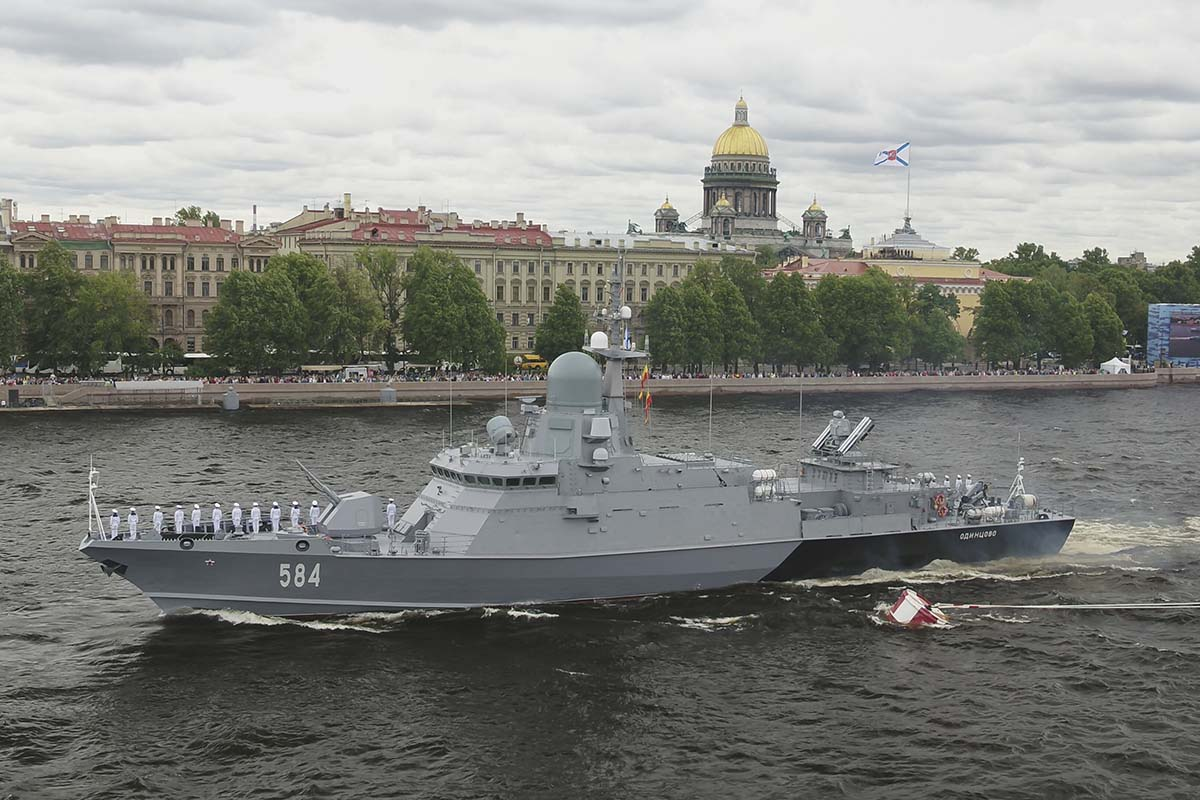
Korvette Odinzowo

  - Mytischtschi (Baltische Flotte, Kiellegung am 24. Dezember 2015, Indienststellung am 17. Dezember 2018)[97]
  - Sowjetsk (Baltische Flotte, Kiellegung am 24. Dezember 2015, Indienststellung am 12. Oktober 2019)[98]
  - Odinzowo (Baltische Flotte, Kiellegung am 29. Juli 2016, Indienststellung am 21. November 2020)[99]
  - Kozelsk (Baltische Flotte, Kiellegung am 10. Mai 2016, geplante Indienststellung 2026)[100][101][102]
  - Zyklon (Schwarzmeerflotte, Kiellegung am 26. Juli 2016, Indienststellung am 13. Juli 2023)[103][104]
  - Burya (Baltische Flotte, Kiellegung am 24. Dezember 2016, geplante Indienststellung 2024)[105][106]
  - Ochotsk (Schwarzmeerflotte, Kiellegung am 17. März 2017, geplante Indienststellung 2028)[100]
  - Amur (Schwarzmeerflotte,[107] Kiellegung am 30. Juli 2017, geplante Indienststellung 2024)[102][108]
  - Wichr (Schwarzmeerflotte,[107] Kiellegung am 19. Dezember 2017, geplante Indienststellung 2030)[100]
  - Tucha (Kiellegung am 26. Februar 2019, Indienststellung vermutlich Ende 2023)[102][109]
  - Rschew (Pazifikflotte, Kiellegung am 1. Juli 2019, geplante Indienststellung 2026)[110][111]
  - Udomlja (Pazifikflotte, Kiellegung am 1. Juli 2019, geplante Indienststellung 2026)[110][111]
  - Smertsch (Kiellegung am 11. September 2019)[102]
  - Ussurijsk (Pazifikflotte,[110] Kiellegung am 26. Dezember 2019, geplante Indienststellung 2024–2026)[112]
  - Pawlowsk (Pazifikflotte,[110] Kiellegung am 29. Juli 2020, geplante Indienststellung 2024–2026)[112]

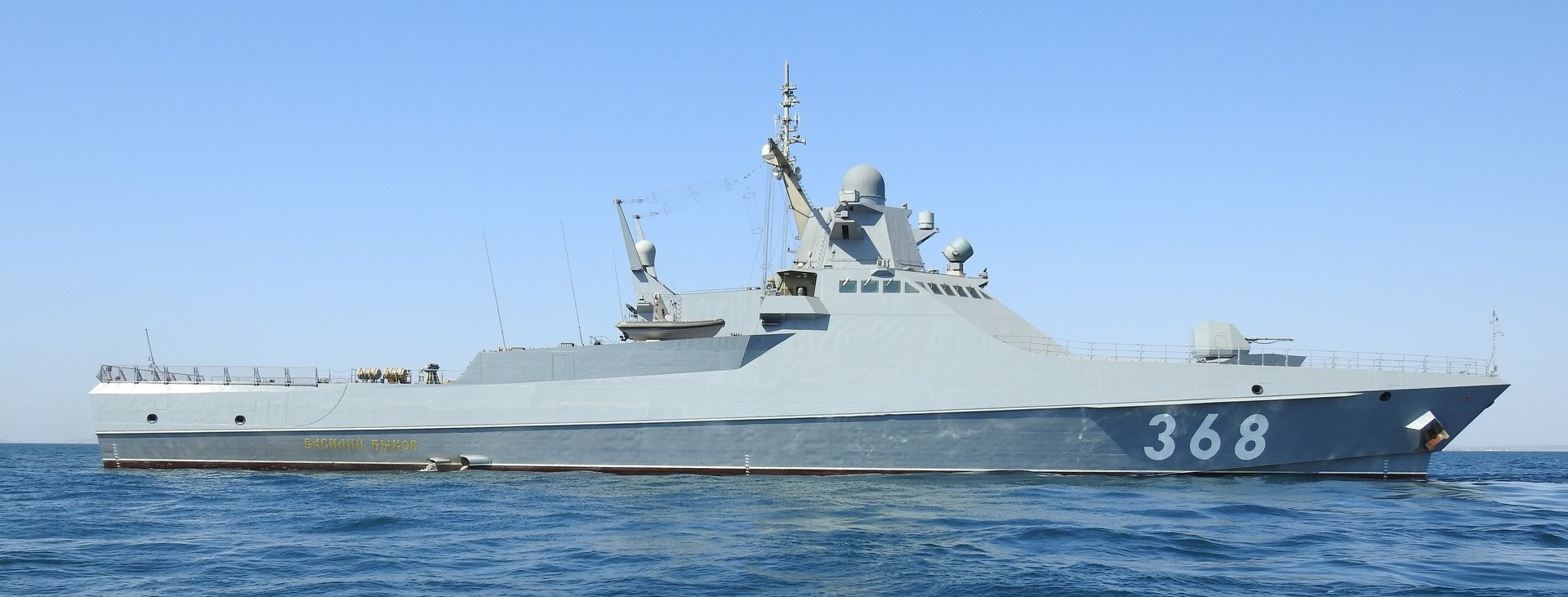
Korvette Wassili Bykow

- Projekt 22160 Wassili-Bykow-Klasse
  - Wassili Bykow (Schwarzmeerflotte, Indienststellung Dezember 2018)
  - Dmitri Rogatschjow (Schwarzmeerflotte, Indienststellung Juni 2019)
  - Pawel Derschawin (Schwarzmeerflotte, Indienststellung November 2020)
  - Wiktor Weliki (Kiellegung am 25. November 2016)[113]
  - Nikolai Sipjagin (Kiellegung am 13. Januar 2018)[114]
- Projekt 133.1M  (NATO-Bezeichnung: Parchim-Klasse)
  - Urengoi (Baltische Flotte)
  - Kasanez (Baltische Flotte)
  - Selenodolsk (Baltische Flotte)
  - Alexin (Baltische Flotte)
  - Baschkortostan (Baltische Flotte)
  - Kalmykija (Baltische Flotte)

#### Sonstige Schiffe

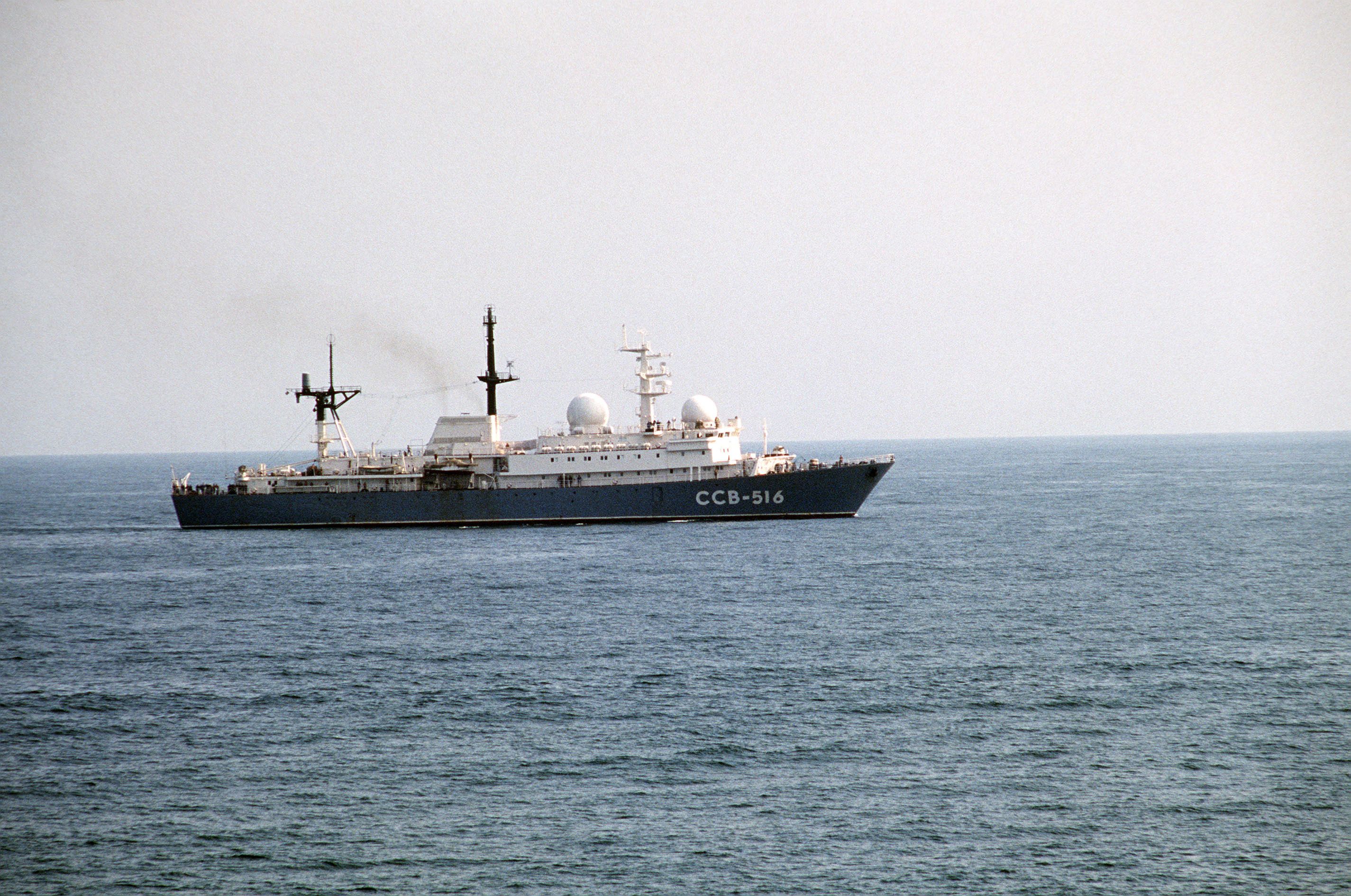
Aufklärungsschiff der Balzam-Klasse

Des Weiteren verfügt die russische Marine über weitere 113 Patrouillenboote und 42 Minenabwehrfahrzeuge. Als Hilfsschiffe stehen den Seestreitkräften 278 Schiffe zur Verfügung, darunter Experimental-U-Boote, Vermessungsschiffe, Versorgungsschiffe, Schlepper und Schulschiffe.